# 日本航空
日本航空株式會社（日语：／ Nihon kōkū Kabushiki-gaisha */?），簡稱日航（／ Nikkō）或，是日本的國家航空公司，也是該國最大的民用航空業者，同時為寰宇一家成員之一。總部設於東京都品川區，截至2024年為日本規模第二大的航空公司，曾在2010年1月申請破產保護、2011年第三次石油危機以及2023年2019冠狀病毒病疫情結束後被全日空超越，目前仍與全日空並列為日本兩大航空公司。2018年7月17日，獲Skytrax評為「五星級航空公司」。
日本航空於1951年8月創立，並於同年10月開始經營國內定期航線；至1953年10月1日，改制為特殊會社（日本政府特別以專法成立的國有企業）。1954年，開辦了第一條往美國的跨太平洋國際航線。經過30年的擴展，在1987年實現完全民營化。2002年，與當時日本第三大航空公司日本佳速航空合併。2008年，日本航空每年乘客量為5000萬人次。
集團內另有三間廉價航空公司：捷星日本航空（Jetstar Japan）、春秋航空日本（SPRING JAPAN）、ZIPAIR Tokyo，以及五間營運國內線的航空公司：J-Air、日本越洋航空（JTA）、日本空中通勤（JAC）、北海道空中系統（HAC）及琉球空中通勤（RAC），提供接駁服務及往次要航點的短途航班。

## 歷史

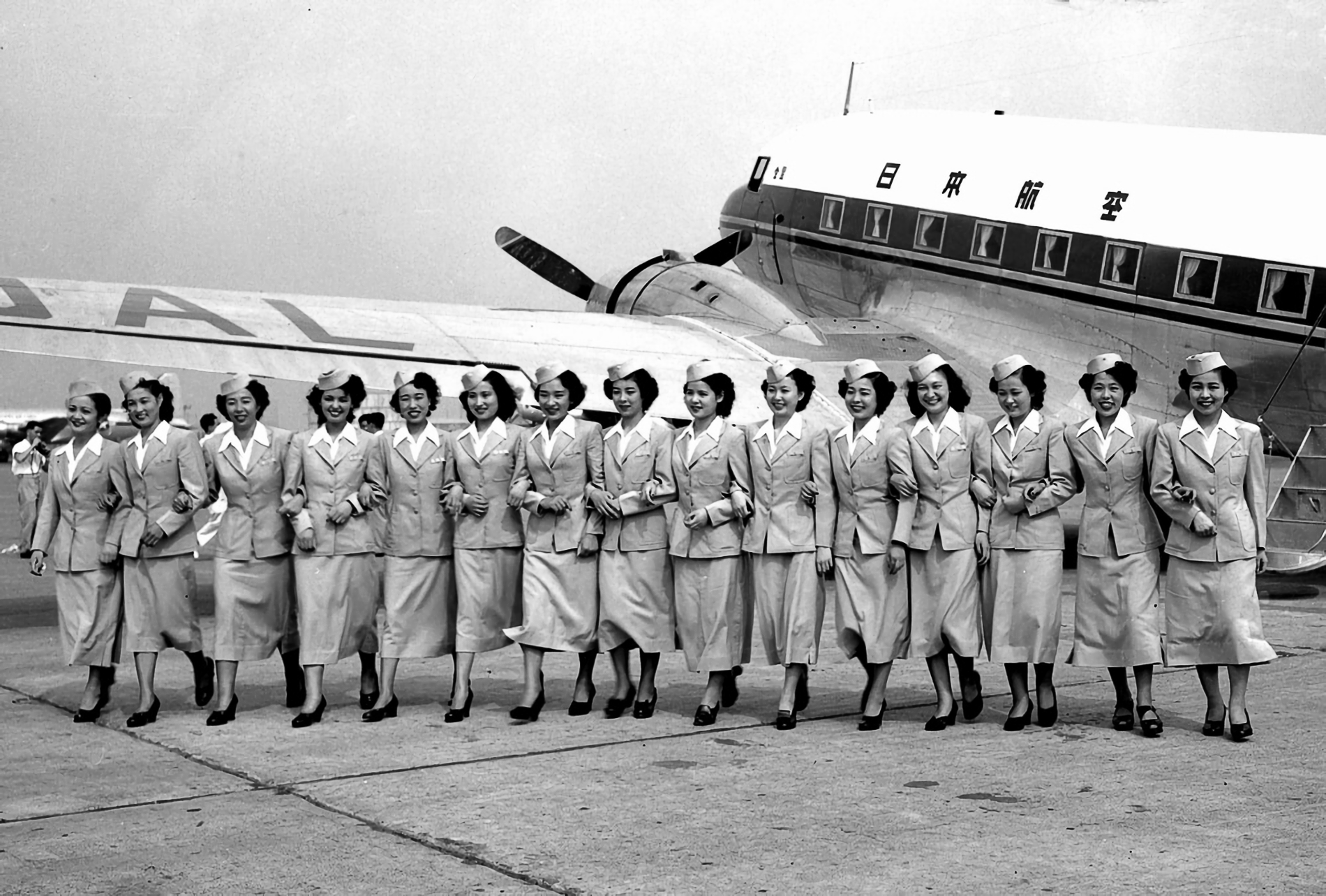
日航DC-3（金星号）与乘务员合影，摄于1951年8月27日

第二次世界大戰日本戰敗後，日本政府意識到有需要開設一間可靠的航空公司來協助日本重新增長，因此，於1951年8月成立。同年10月25日，日航使用3架西北航空的馬丁2-0-2飛機及西北航空職員開始服務東京至數個國內城市的航線。

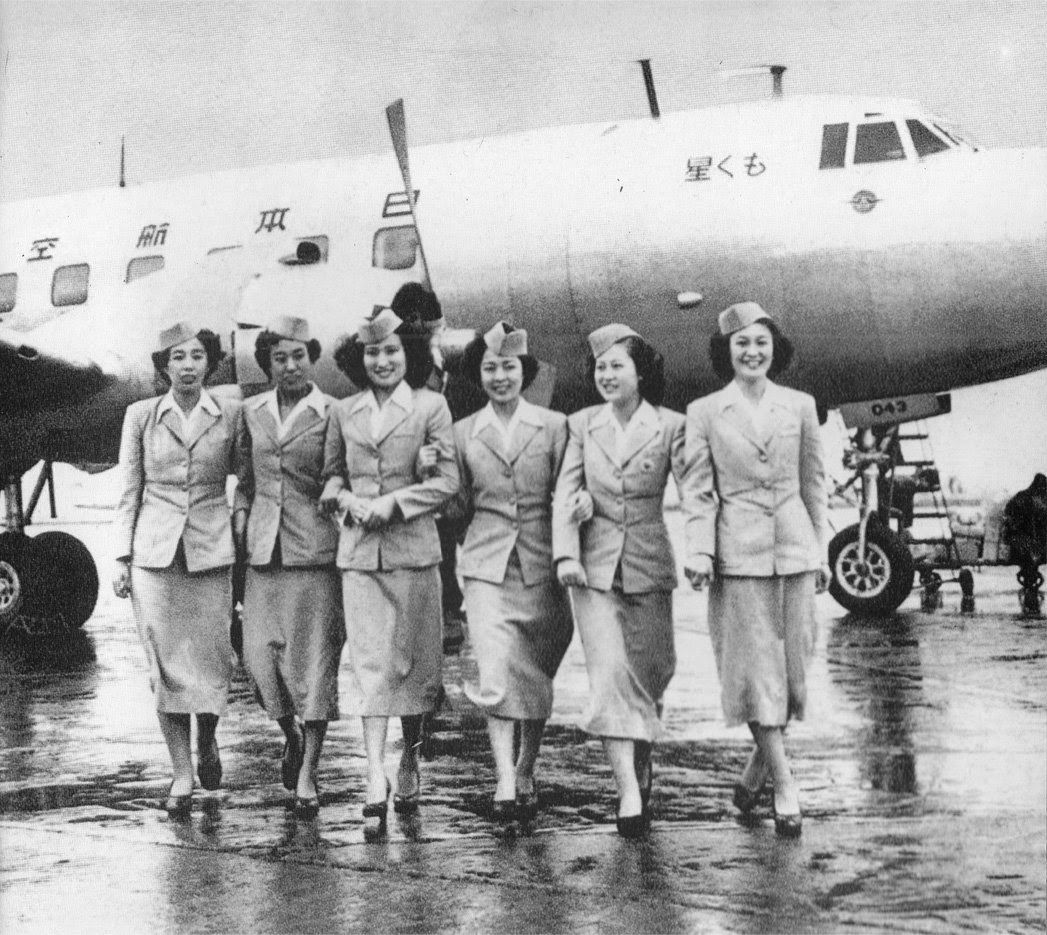
日航马丁2-0-2客机（木星号）与乘务员合影，摄于1951年10月25日（初代塗裝）

1953年8月1日，日本國會通過《日本航空株式會社法》，成立新的國有航空公司日本航空（Japan Air Lines），並承繼之前的所有資產。日航的第一架飛機是從菲律賓航空租賃的道格拉斯DC-3，注册编号PI-C7，名為。1950年代，日航共使用Martin 2-0-2、道格拉斯DC-3、道格拉斯DC-4、道格拉斯DC-6及道格拉斯DC-7。

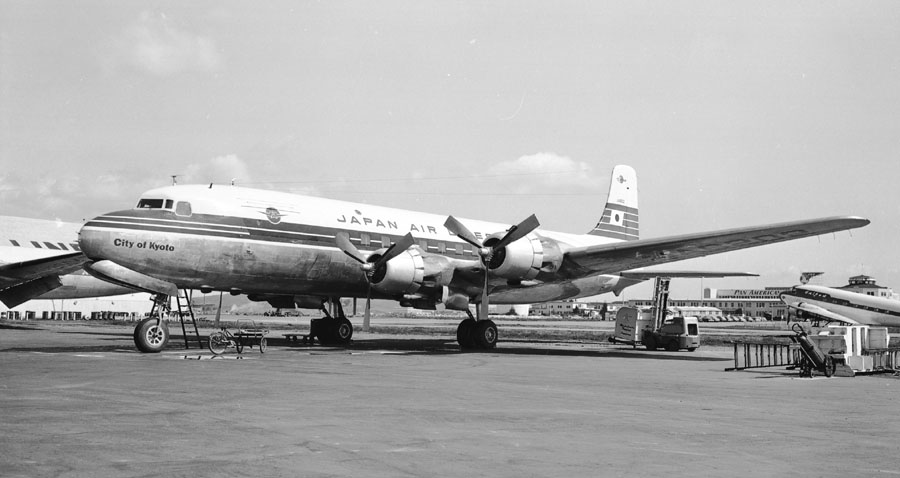
日航“京都号”DC-6在旧金山，可见20世纪50年代的日航标志（初代塗裝）

1954年2月2日，日航開辦第一條國際航線，來往東京及三藩市。使用道格拉斯DC-6B飛行，中途停威克島及檀香山，單程機票價格為USD650，每兩週一班，航班號碼為001。1959年7月30日，首航台北松山機場。 

1960年接收了首架噴射機道格拉斯DC-8。不久，日航就開辦了多條國際航線。
1972年，在「45/47體制」下，日本政府頒布了《航空法》，日航獲准以國家航空公司的名義開辦國際航線，並被委派開辦國內支線與全日本空輸競爭。在這年代，日航航線不斷增加，因而購買了波音747、波音727及麥道DC-10以應付需求。日航第一架波音747於1970年4月22日交付，同年7月1日投放檀香山航線。1970年代，日航開始增加推銷活動，如大量製造飛機模型及其他促銷品。日航亦購買了新的波音767並將舊DC-8及波音727退役。
在1965年之前，日航超過一半的收入都是來自美國的航線，因此日航向美國加強游說給予往東岸的跨大西洋航線的航權。1978年開辦經安克雷奇往巴西聖保羅及里約熱內盧的航班，在1980年代中途站改為洛杉磯，之後再改為紐約甘迺迪國際機場。
1970年代末，日本開始考慮取消管制規定，隨後在1985年，日本政府宣佈取消。1987年，日航被完全私有化，日本另外兩間航空公司：全日空及日本佳速航空獲准自由開辦任何航線與日航競爭。由於競爭增加，日航的公司架構亦有所轉變；日航重整為三個分部：國際客運、國內客運及貨運（包括郵件）服務。
1990年代初，波斯灣戰爭開始前，日航加派航班協助日本僑民撤離伊朗。1992年，日航開辦了「日航包機」，1997年，華特迪士尼公司宣佈日航為東京迪士尼樂園的指定航空公司。同年，日本航空快運成立，主要使用波音737客機。1990年代，美國及英國經濟衰退，使日航遭遇經濟困難。自1986年，日航每年一直有盈利，直到1992年開始虧損。日航開始實行節流措施，包括設立廉價航空公司日本航空快運及將度假遊客轉往日線航空（前身「日航包機」）。這些措施使日航於1999年轉虧為盈。1990年代，日航訂購更多波音777客機更新機隊。日航是波音777「Working Together」開發計劃八位成員之一，為設計提供建議。
2001年，日航及日本佳速航空同意合併。2002年成立了新的控股公司「日本航空系統」（日語：日本航空システム），組成了日航集團新的核心。飛機塗裝亦被更改以配合新日航集團的設計。以乘客量來計，日航當時為全球第六大；以收入來計，日航當時為全球第三大。
2004年4月1日，日航改名為「日本國際航空」，日本佳速航空改名為「日本國內航空」。日本佳速航空的航班號碼改為日航航班號碼，塗裝亦逐漸轉換。2004年6月26日，母公司「日本航空系統」更名為「日本航空株式會社」（英語：Japan Airlines Corporation）。合併後「日本國內航空」負責日航的國內航線網絡，「日本國際航空」則兼負國際航線及國內支線。2006年，「日本國際航空」及「日本國內航空」合併為單一品牌「日本航空」。
2005年10月25日，日航申請加入寰宇一家航空聯盟，並於2007年4月1日正式加入。現時，日航廣泛地與其他寰宇一家成員實行代碼共享，包括美國航空、英國航空、國泰航空、澳洲航空等。
2008年4月1日，日航將其原有子公司日本亞細亞航空併入主線日本航空。在1975年至2008年間，由於台灣的政治形勢，日本亞細亞航空專門飛行日本至台灣的航線。
2009年11月13日，日航2009年第二季的盈利報告和記錄達1,312億日元虧損。傳出日航將會申請破產的消息，其聯盟寰宇一家宣佈一系列拯救行動，同時天合聯盟的達美航空亦提出拯救日航的消息，令美國航空將提供日航的資金提升至14億美元。
2010年1月19日，日航向東京地方裁判所申請破產保護負債高達2.3兆日圓。同年2月9日，日航宣佈將加強與美國航空的合作關係，並將共同申請美日航線的反壟斷豁免權。日本政府持有的企業再生支援機構（ETIC）於2010年向日航注資3,500億日圓。
2011年3月1日，日航的波音747客機正式退役。自1970年啟用的波音747客機，最高峰期間（1994－2001年）曾有80架飛機在營運，後由於公司經營情況惡化、飛機油耗過大等問題而被迫退役。日航最後一班使用波音747執飛的國際航班是2月28日從成田機場飛往夏威夷檀香山的日本航空76號班機。
2010年日航在破產重組後首次公布財報（截至2011年3月），營業利潤為1,884億日圓，2011年財報（截至2012年3月）營業利潤為2,049億日圓，連續兩年超越競爭對手全日空。
2011年3月28日，東京地方裁判所結束對日本航空長達14個月的破產保護程序。同年7月，日航宣佈與澳洲航空合作，組建捷星日本航空。
在進行經營重組後，日航自2011年4月1日起重新啟用「紅鶴」標誌。新標誌將舊標誌的「JAL」三個字母的字體進行改動，同時，機身側面亦以黑色粗體字寫上日航英文名。第一架使用新標誌的飛機被命名為「紅鶴1號」（日語：鶴丸１号機），機型為波音767-300ER（編號JA654J），於2月28日下午首航執飛羽田—北海道釧路航線。日航旗下的飛機塗裝將逐步更換，全部更換估計將需要8年的時間。
持有日本航空達96.5%股權的企業再生支援機構（ETIC），以每股3,790日圓，出售1.75億股股份，籌集6,630億日圓，以退出在日航的投資。日航擬於2012年9月10日定價，並於19日在東京證券交易所上市。
2017年9月期間，日本航空意外遭到以支付波音777-300ER的飛機租金為由的電郵詐騙，遭詐騙近4億日圓。
2018年，日本航空獲Skytrax評為「五星級航空公司」，成為繼全日空後日本第二間「五星級航空公司」。
2021年，由於受到疫情衝擊，日本航空財報虧損2,866億日元。
2022年，每日新聞報導，日航2021年度的國內線及國際航線客運量，自2014年以來時隔多年再次超越全日空。
2022年，疫情衝擊影響，日航財報再次出現1,460億日圓的虧損。而竞争对手全日空则在疫情后因国内航线和国际航线客流量大幅度增长，于2023年再度超过日航成为全日本最大航司。

## 公司組織及形象

### 歷任經營者

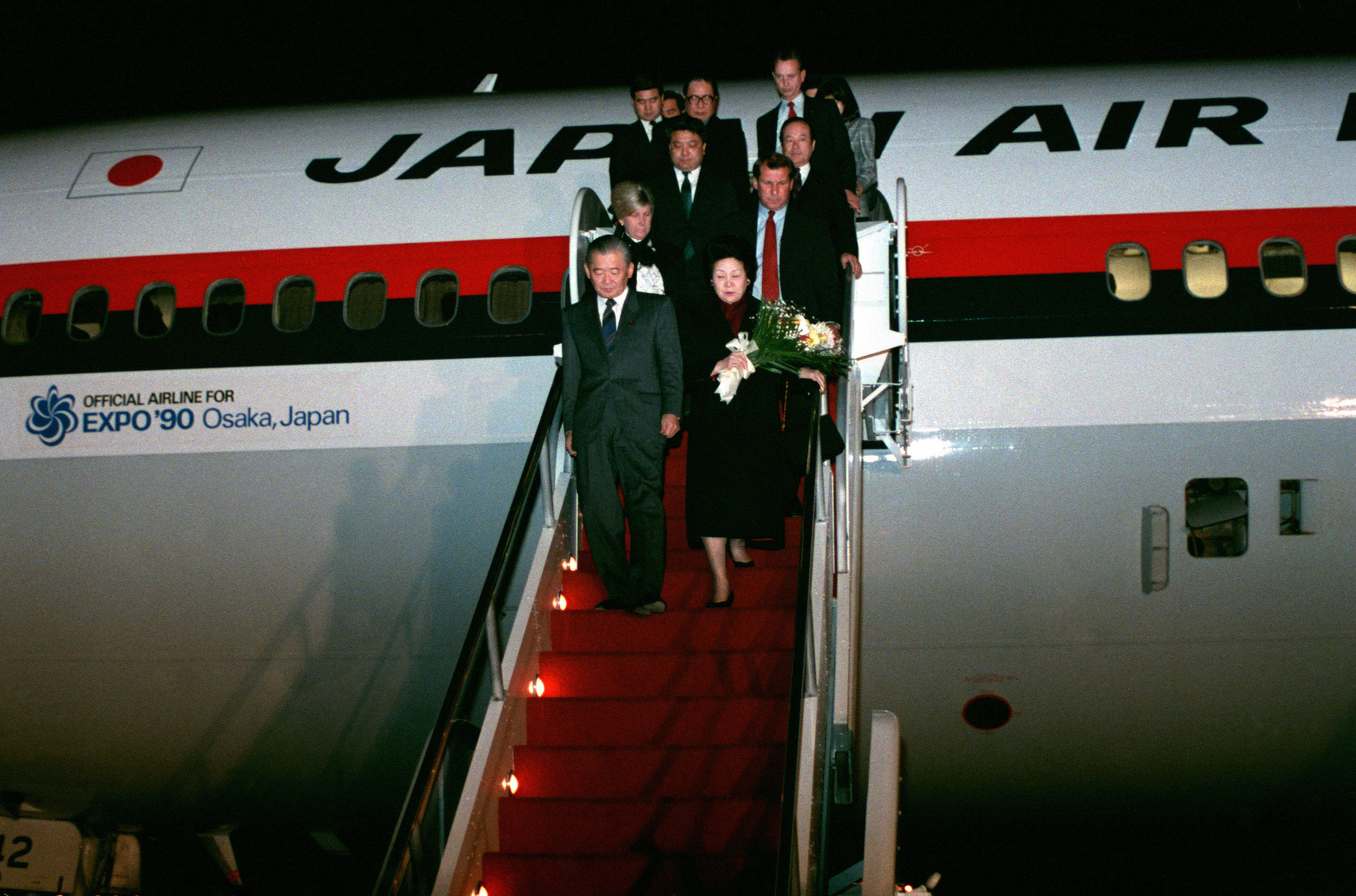
1989年日航一架DC-10-40（JA8542）执行日本首相竹下登访美专机任务

| 日本航空成立以来歷代經營者 | 日本航空成立以来歷代經營者             | 日本航空成立以来歷代經營者           | 日本航空成立以来歷代經營者 |
| 就任年月                   | 社長（前職）                           | 会長（前職）                         |                            |
| -------------------------- | -------------------------------------- | ------------------------------------ | -------------------------- |
| 1951年8月                  | 柳田誠二郎（日本銀行副總裁）           | 藤山愛一郎（日商）会頭               |                            |
| 1953年10月                 | 〃                                     | 原邦造（旧三井財閥幹部）             |                            |
| 1961年1月                  | 松尾静麿（航空廳長官）                 |                                      |                            |
| 1963年5月                  | 〃                                     | 植村甲午郎（經團連副会長）           |                            |
| 1969年5月                  | 〃                                     | 伍堂輝雄（日經連專務理事）           |                            |
| 1971年5月                  | 朝田静夫（運輸次官）                   | 松尾静麿（社長，代表取締役）         |                            |
| 1973年5月                  | 〃                                     | 小林中（阿拉伯石油社長，代表取締役） |                            |
| 1977年6月                  | 〃                                     | 植村甲午郎（經團連名誉会長）         |                            |
| 1979年6月                  | 〃                                     | 堀田庄三（住友銀行会長，代表取締役） |                            |
| 1981年6月                  | 高木養根（副社長，代表取締役）         |                                      |                            |
| 1983年6月                  | 〃                                     | 花村仁八郎（經團連副会長）           |                            |
| 1985年12月                 | 山地進（總務次官）                     | 〃                                   |                            |
| 1986年6月                  | 〃                                     | 伊藤淳二（鐘紡会長）                 |                            |
| 1988年6月                  | 〃                                     | 渡辺文夫（東京海上火災保險会長）     |                            |
| 1990年6月                  | 利光松男（副社長，代表取締役）         | 〃                                   |                            |
| 1991年6月                  | 〃                                     | 山地進（副会長，代表取締役）         |                            |
| 1995年6月                  | 近藤晃（專務，代表取締役）             | 〃                                   |                            |
| 1998年6月                  | 兼子勲（專務，代表取締役）             |                                      |                            |
| 2004年4月                  | 新町敏行（副社長，代表取締役）         | 兼子勲（社長，代表取締役）           |                            |
| 2006年6月                  | 西松遥（專務，代表取締役）             |                                      |                            |
| 2010年2月                  | 大西賢（日本空中通勤社長，代表取締役） | 稻盛和夫（京瓷名誉会長）             |                            |
| 2012年2月                  | 植木義晴（専務執行役員）               | 大西賢（社長，代表取締役）           |                            |

#### 歷任會長（董事長）
- 藤山愛一郎（1951年8月－1953年10月）
- 原邦造（1953年10月－1961年1月）
- 植村甲午郎（1963年5月－1969年5月）
- 伍堂輝雄（1969年5月－1971年5月）
- 松尾靜麿（1971年5月－1973年5月）
- 小林中（1973年5月－1977年6月）
- 植村甲午郎（1977年6月－1979年6月）
- 堀田莊三（1979年6月－1981年6月）
- 花村仁八郎（1983年6月－1986年6月）
- 伊藤淳二（1986年6月－1988年6月）
- 渡辺文夫（1988年6月－1991年6月）
- 山地進（1991年6月－1998年6月）
- 兼子勳（2004年4月－2006年6月）

#### 歷任社長（總裁）
- 柳田誠二郎（1951年8月－1961年1月）
- 松尾静麿（1961年1月－1971年5月）
- 朝田靜夫（1971年1月－1981年6月）
- 高木養根（1981年6月－1985年12月）
- 山地進（1985年12月－1990年6月）
- 利光松男（1990年6月－1995年6月）
- 近藤晃（1995年6月－1998年6月）
- 兼子勲（1998年6月－2004年4月）
- 新町敏行（2004年4月－2006年6月）
- 西松遙（2006年6月－2010年2月）

### 子公司
除日本航空的普通運作外，日航另擁有五間國內航空公司為日航提供接駁服務及往次要航點的短途航班：
- J-Air：提供來往大阪國際機場及日本國內城市的噴射機服務
- 日本越洋航空（JTA）：提供來往沖繩那霸機場及日本國內城市的噴射機服務
- 琉球空中通勤（RAC）：提供來往沖繩那霸機場及沖繩縣內離島和奄美群島的螺旋槳飛機服務
- 日本空中通勤（JAC）：提供來往鹿兒島機場及日本國內城市的螺旋槳飛機服務
- 北海道空中系統（HAC）：提供來往北海道札幌丘珠機場及日本國內城市的螺旋槳飛機服務

是日本航空成立於1982年貨運服務的品牌，為WOW貨運聯盟成員之一。2006年在國內運載了338,443吨公里貨物及85,519tkm郵件；國際運載了4,541,293tkm貨物及161,690tkm郵件。日航貨運已於2010年10月終止服務，所有貨機亦已離開日航機隊，貨物改由客機負責運載。
然而，日航在2023年宣布13年後將重新營運貨運機隊。
於1962年成立，是日航一間提供膳食服務的子公司，業務包括「De sky」生產小食、供應日航「Blue Sky」餐廳及「JAL-DFS」商店、飛機燃料組件、機內服務及機上免稅銷售服務。2004年1月，JALUX與JAS Trading合併以統一日航集團的物資供應。

### 塗裝及標誌

#### 基本塗裝
日本航空的塗裝通常稱作「鶴丸」（紅鶴）。日航的紅鶴標誌是1958年由Botsford, Constantine and Gardner的創意總監Jerry Huff創作的，該公司曾是日航早期的廣告代理商。截至1958年日航曾經使用過數個標誌，1958年進購道格拉斯DC-8時，日航決定在向全球開通噴射航班之際設計新的官方標誌。
在創作標誌的時候，Huff從日本武士的家紋當中受到了啟發。他在獲贈《We Japanese》一書後，從其中一頁看到了鶴紋。在選用鶴紋的時候，他寫道：「我堅信這個是日本航空的完美標誌，我發現鶴的傳說都是正面的——它為了生活而交配（忠誠），而且在高空飛行很遠而不覺疲倦（力量）」。,
「紅鶴」塗裝沿用到2002年，並被「Arc of the Sun」塗裝取代。在金屬原色的背景塗上旭日圖案。
日航是聯合國兒童基金會的支持者，並在每架飛機塗上「We Support UNICEF」標誌以示支持。
重組之後，日航於2011年4月1日起恢復使用「紅鶴」標誌。最後一架使用Arc of the Sun塗裝的飛機為Boeing 767-300，2016年1月退役。

#### 特別塗裝
日航以其特別塗裝而聞名。2002年一架波音747（JA8908）髹上了世界盃球員的塗裝。2003年另一架波音747（JA8907）Matsui Jet繪有日本著名棒球運動員松井秀喜。日航有一架波音767-300（JA8253）曾經是2005年世界博覽會專機。
日航還有多架飛機繪上了国際觀光振興機構標誌以示支援赴日觀光旅遊。2005年末，日航在一架波音777（JA8941）一側繪上演員香取慎吾，另一側繪上電視劇《最遊記》的形象，以及其主角孫悟空。
日航還以東京迪士尼樂園及東京迪士尼海洋形象的塗裝而聞名，由於日航是東京迪士尼度假區的官方航司。日航還贊助了Star Jets景點（與舊「紅鶴」標誌的Star Jets機隊無關）。一度有多達6架廣體飛機髹上了特別塗裝。

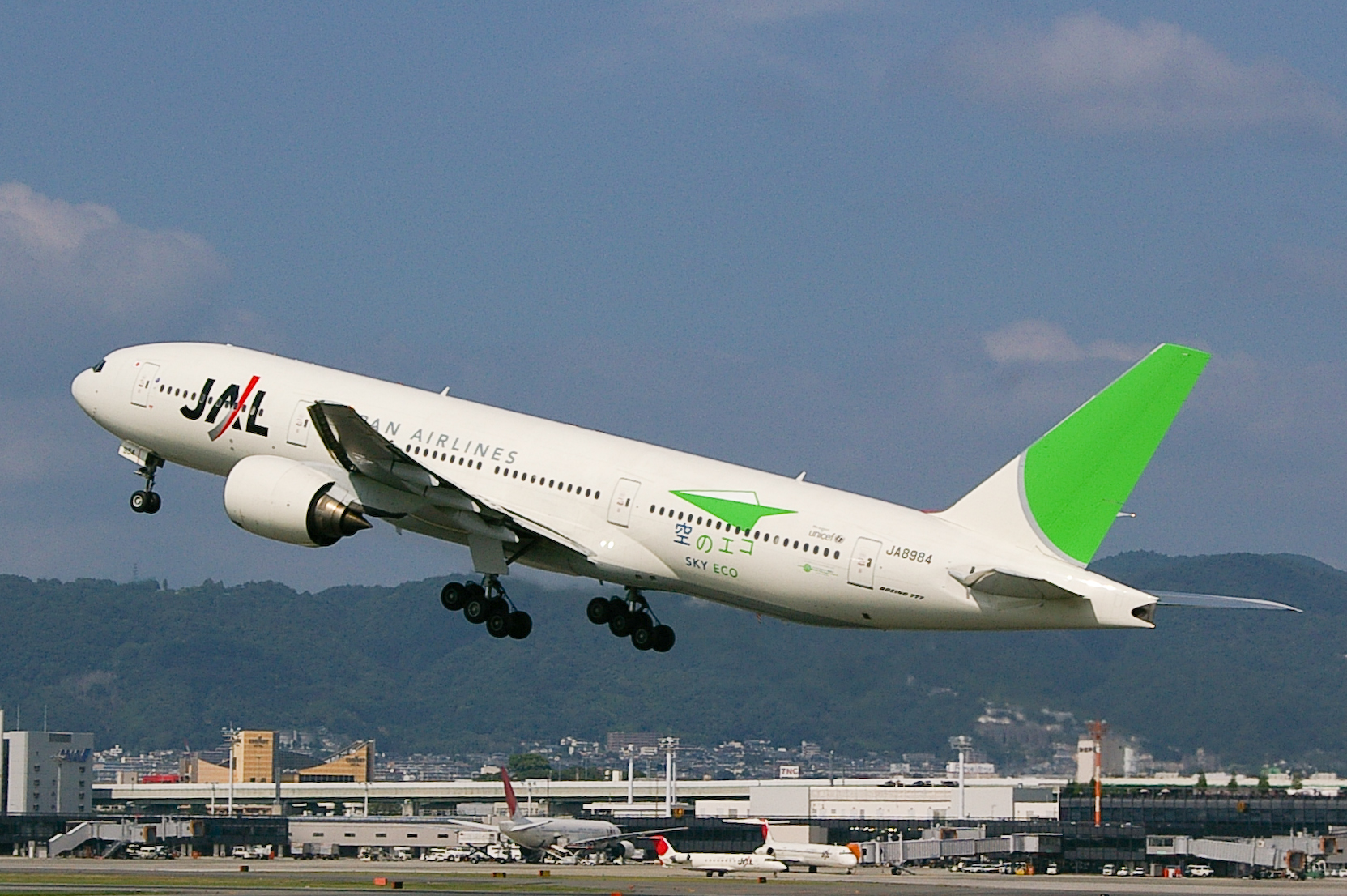
日航的Eco Jet

2007年4月，日航一架波音777-300（JA8941，之後改為JA752J）塗上寰宇一家特別塗裝以促進其加入全球性航空聯盟。在此之前該飛機曾有香取慎吾與《最遊記》的塗裝。
日航先後在2008年重繪一架波音777-200（JA8984）及在2009年重繪一架波音777-300ER（JA731J），將機尾的紅色替換為綠色，又在機身後段髹上綠色紙飛機，並命名為「Eco Jet」，以代表日航在減少商業航空環境污染方面的努力。日航更換商標以後，又將兩架飛機的「Eco Jet」塗裝做了修改。JA8984的塗裝在2019年4月移除，並於12月退役，而JA731J轉移到了JA734J（日航另一架波音777-300ER）該機在2020年月仍使用「Eco Jet」塗裝。
2009年，日航再次重繪JA8941的塗裝，以及一架日本越洋航空波音737-400（JA8933）以推廣可苦可樂及其專輯《Calling》，以及沖繩縣及日本周邊地區的巡迴演出。該塗裝於2009年7月30日發布。
2010年9月10日，隨著《我眼中的風景》專輯，日航與偶像團體嵐在一架波音777-200 JA8982上推出了嵐成員形象的塗裝，該機於9月5日後首航。2019年5月，日航還在一架波音787-9 JA873J髹上「ARASHI HAWAII JET」塗裝，11月又給另一架空中巴士A350-900 JA04XJ髹上「20th ARASHI THANKS JET」以祝賀樂隊成立20週年。
2019年4月開始，日航又推出「Tokyo 2020, Fly For it!」特別塗裝系列以慶祝即將到來的2020年奧運會，並繪有奧運會的吉祥物。有2架飛機不久之後使用了該塗裝，分別是JA773J（波音777-200，2019年4月）和JA601J（波音767-300ER，2019年7月）。
2022年12月，日航與華特迪士尼公司在一架 波音767-300ERJA615J上面推出特別塗裝，以慶祝2023年華特迪士尼公司的百年華誕。

### 品牌形象
1959年，日航採用了「紅鶴」標誌。1989年，Landor Associates又為日航創作了商標，在紅色方塊又灰色橫條上加JAL三字，「紅鶴」標誌仍然保留了下來，但是JAL字體有了變更。2002年日航與日本佳速航空合併後，Landor的東京辦公室又與日航合作設計新的標誌。Landor設計了被稱作「Arc of the Sun」的塗裝。2000年代的品牌重塑工作於2002年4月開始，2004年4月完成。這項事業為日航設計了300,000個專屬事物。JAL縮寫沿用了下來，但是包含了一道彎曲的條紋，取代了1989啟用的紅色方塊及灰色橫條，彎曲的條紋形似武士刀。機尾塗上了一部分紅日，並帶有銀色邊緣。日航又於2011月4月1日更換品牌，作為破產重整工作的一部分，恢復1959年的標誌，並略作修改。這次塗裝將「紅鶴」標誌回復到機尾，在機身前段髹上公司名稱。塗裝重繪工作於2016年1月完成。

日本航空第三代標誌（1989年－2002年），與「紅鶴」標誌並用
日本航空第四代標誌「The Arc of the Sun」（2002年－2011年）

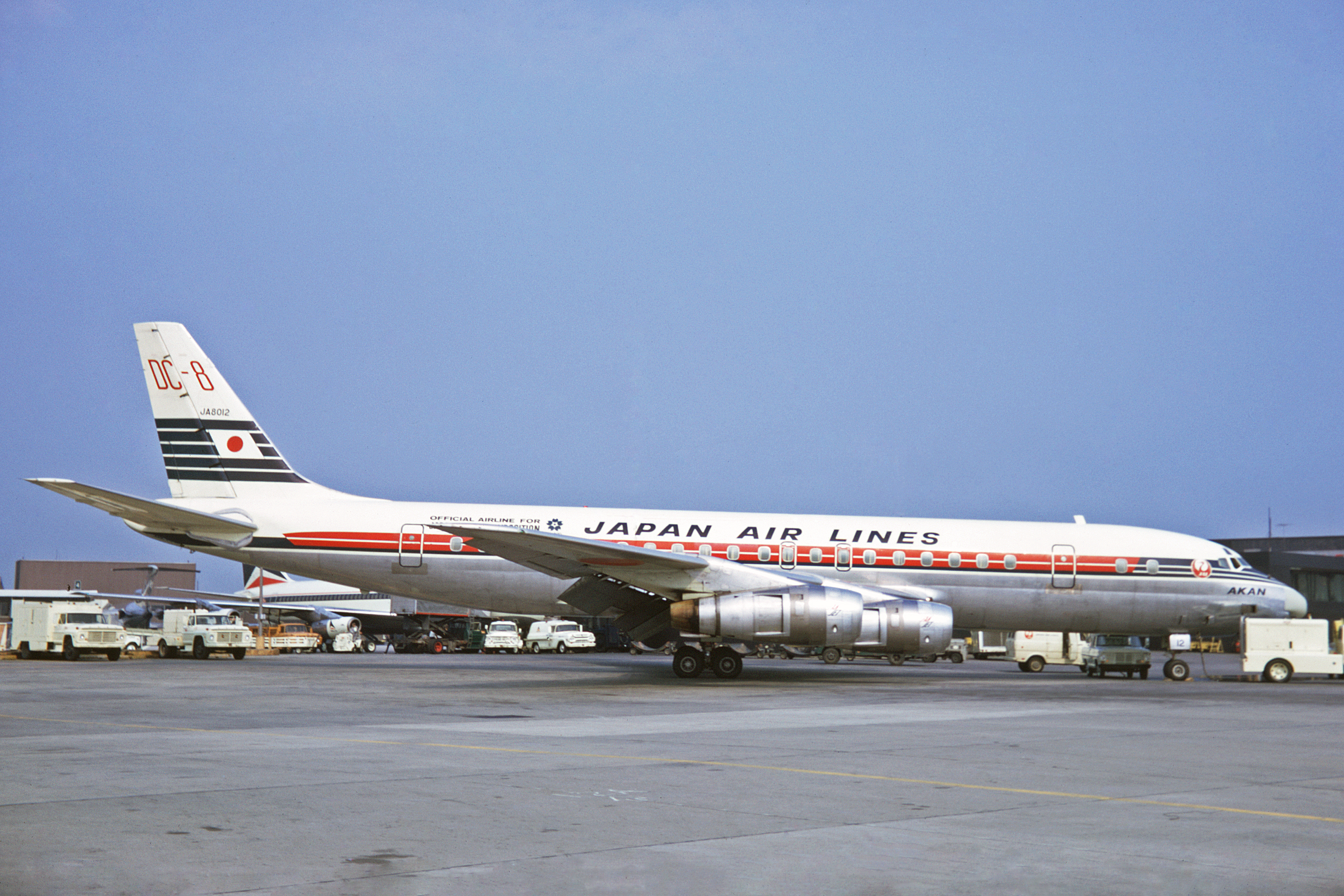
初代塗裝（1951年－1959年）
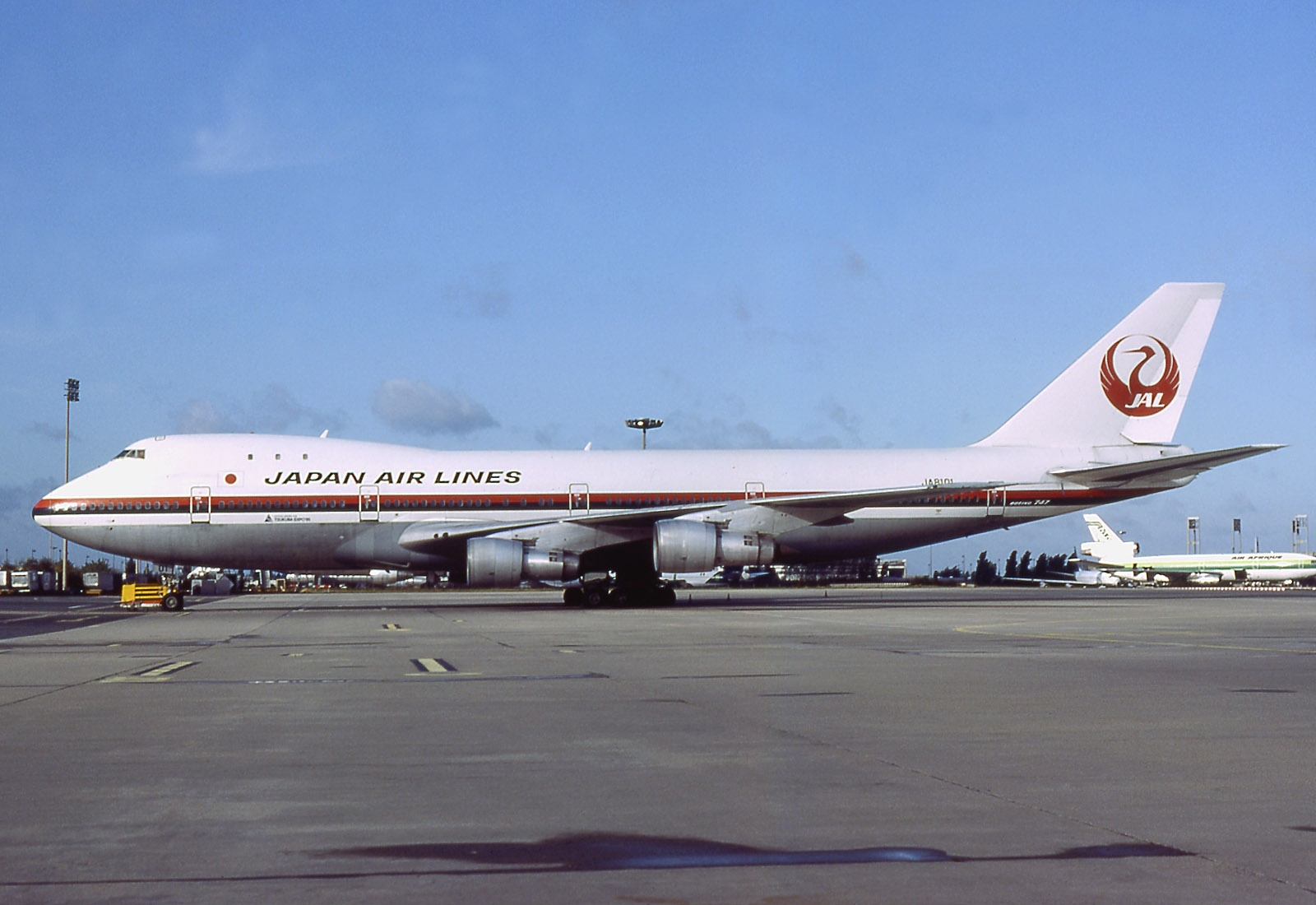
第二代塗裝（1959年－1989年）
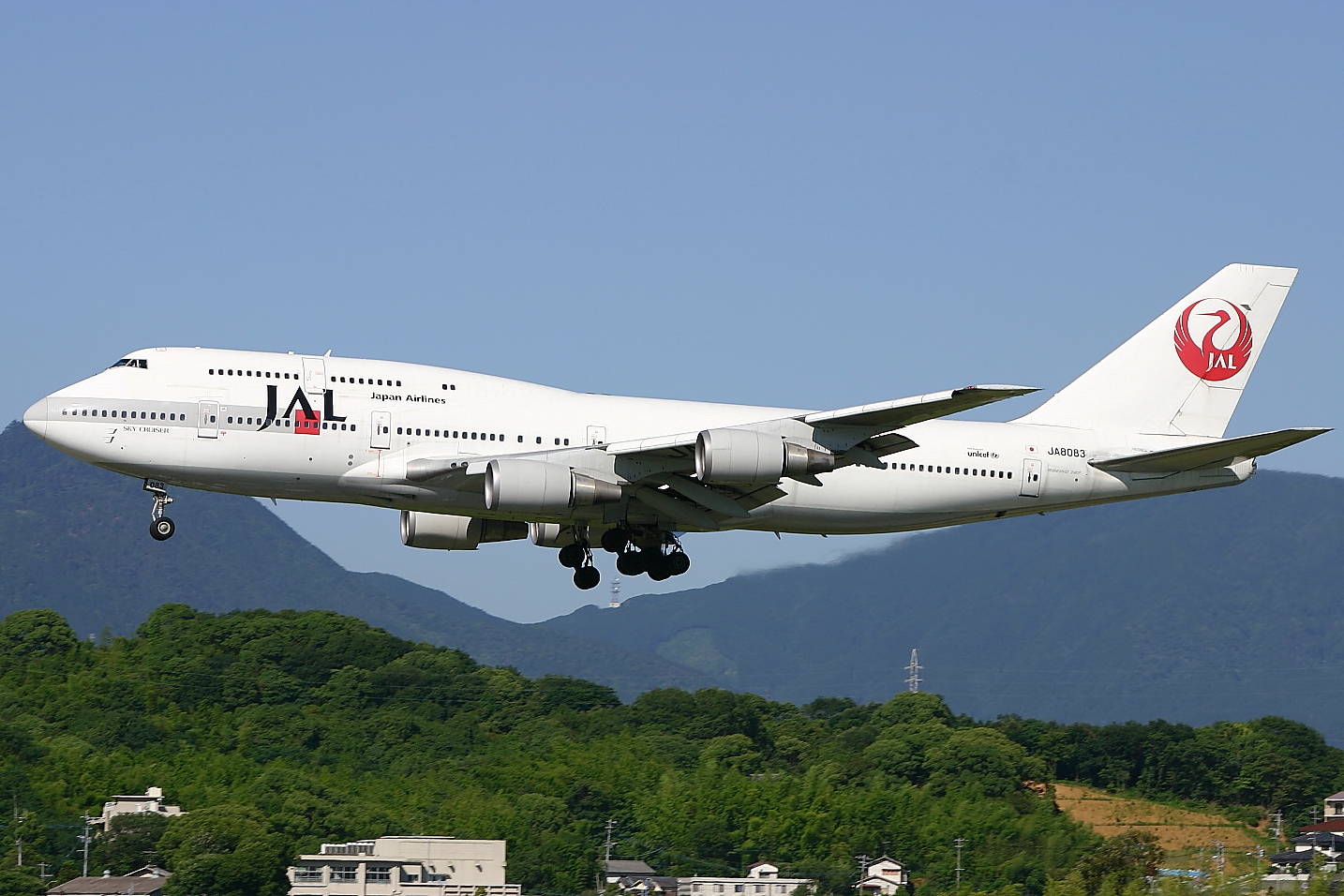
第三代塗裝（1989年－2002年）
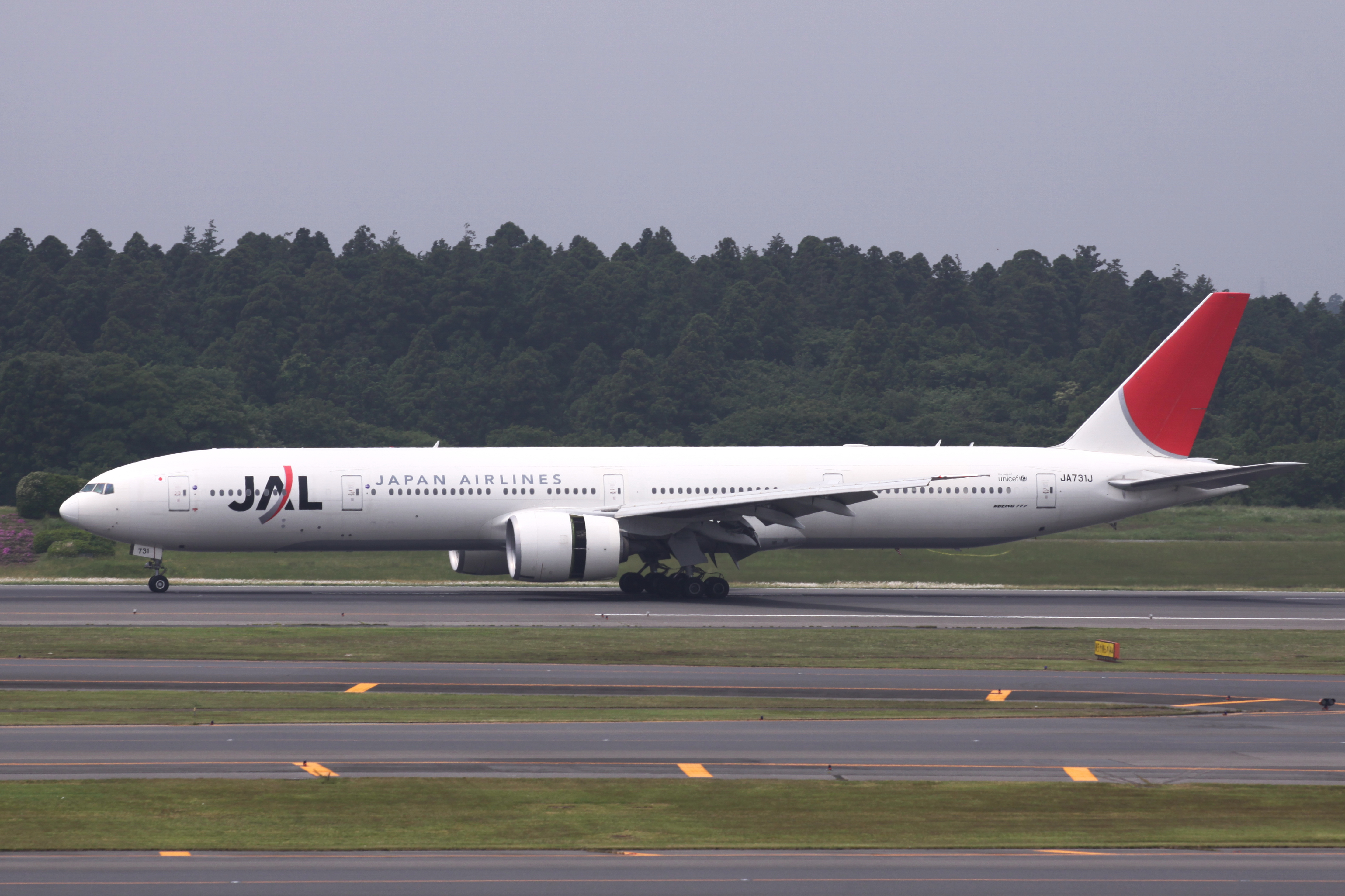
第四代塗裝（2002年－2011年）
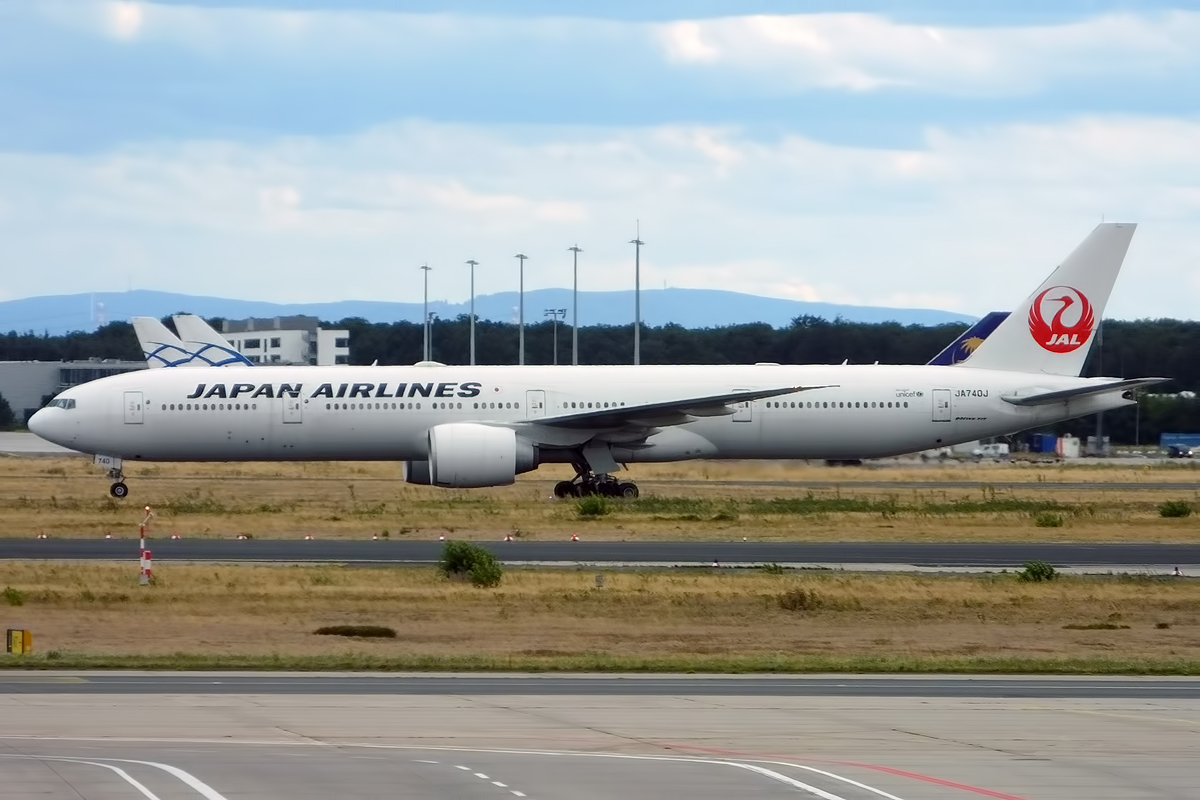
第五代塗裝（2011年－至今）

## 航點

日航航點圖：
日本境內
境外目的地

日本航空現時航點覆蓋亞洲、美洲、歐洲及大洋洲。日航四大樞紐分別是東京國際機場、大阪國際機場（國內線），成田國際機場、關西國際機場（國際線）。包括日航6間子公司的廣大國內網絡及代碼共享航班，在日本國內共有39個航點。
近年，由於與寰宇一家其他航空公司實行，日航減少了往各大洲次要機場的航班。1980年代，日航在中東有很廣大的航點網絡，如開羅、巴林、科威特、阿布達比等，但現時服務已中止。日航曾是5間有航班往拉丁美洲的亞洲航空公司之一（另外四間為中國國際航空、阿聯酋航空、馬來西亞航空及大韓航空），包括經紐約往來聖保羅的航線，但已於2010年9月30日停止服務。

### 代碼共享
日本航空與以下航空公司實行代碼共享：
寰宇一家成員
- 阿拉斯加航空
- 美國航空
- 英國航空
- 國泰航空
- 斐濟航空
- 芬蘭航空
- 西班牙國家航空
- 馬來西亞航空
- 澳洲航空
- 卡塔爾航空
- 皇家約旦航空
- 斯里蘭卡航空

其他航空公司
- 墨西哥航空（天合聯盟）
- 法國航空（天合聯盟）
- 大溪地航空
- 喀里多尼亚航空
- 天草航空
- 曼谷航空
- 中華航空（天合聯盟）
- 中國東方航空（天合聯盟）
- 中國南方航空
- 阿聯酋航空
- 富士梦幻航空
- 嘉魯達印尼航空（天合聯盟）
- 夏威夷航空
- 靛蓝航空
- 捷藍航空
- 日本越洋航空（子公司）
- 巴西南美航空
- 智利南美航空
- 捷星日本航空（子公司）
- 卡利塔航空
- 大韓航空（天合聯盟）
- 巴西南美航空
- 智利南美航空
- 蒙古民用航空
- 東方空橋
- 文莱皇家航空
- 上海航空（天合聯盟）
- 春秋航空日本（子公司）
- 越捷航空
- 西捷航空
- 廈門航空（天合聯盟）

## 機隊

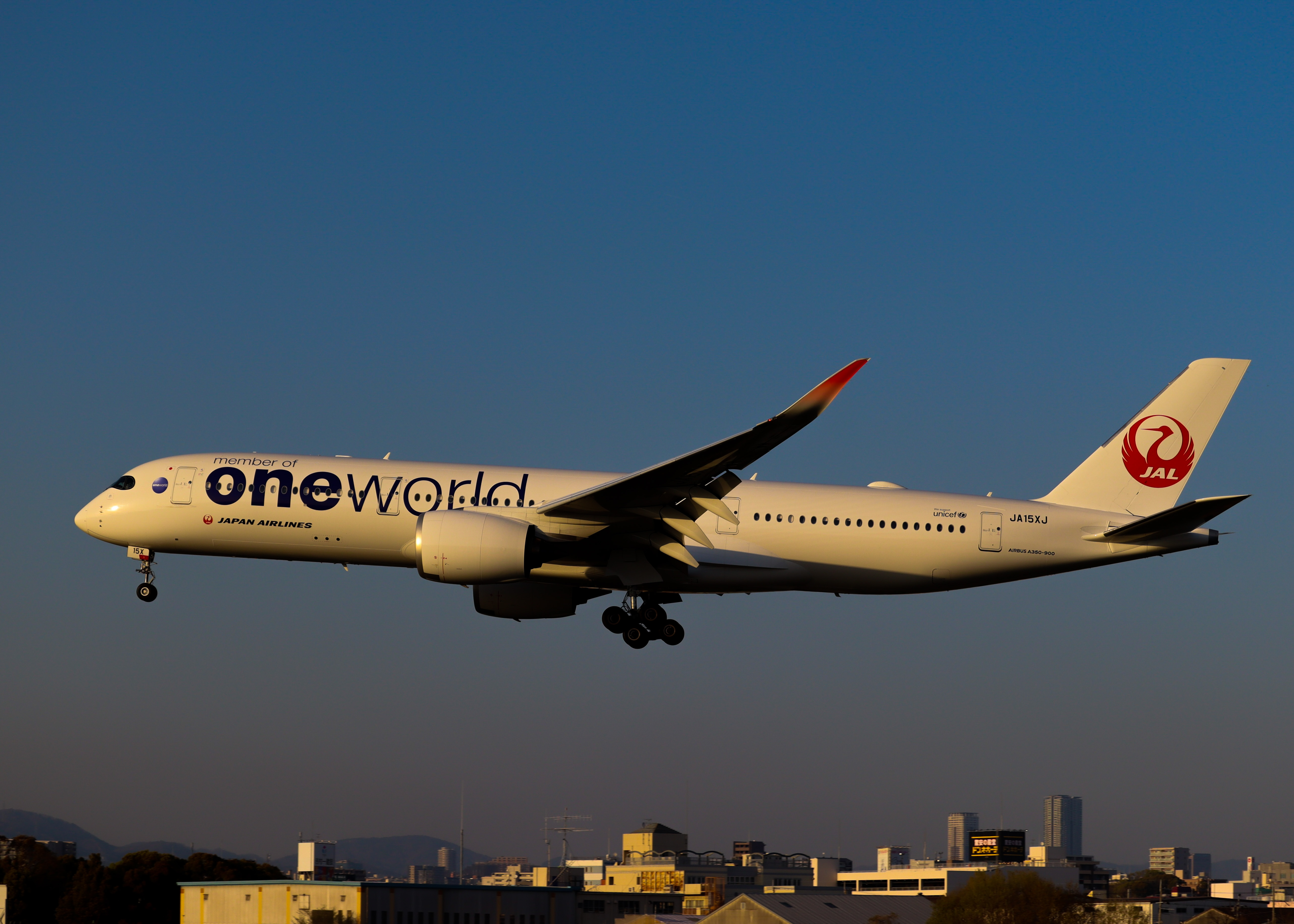
空中巴士A350-900寰宇一家特別塗装

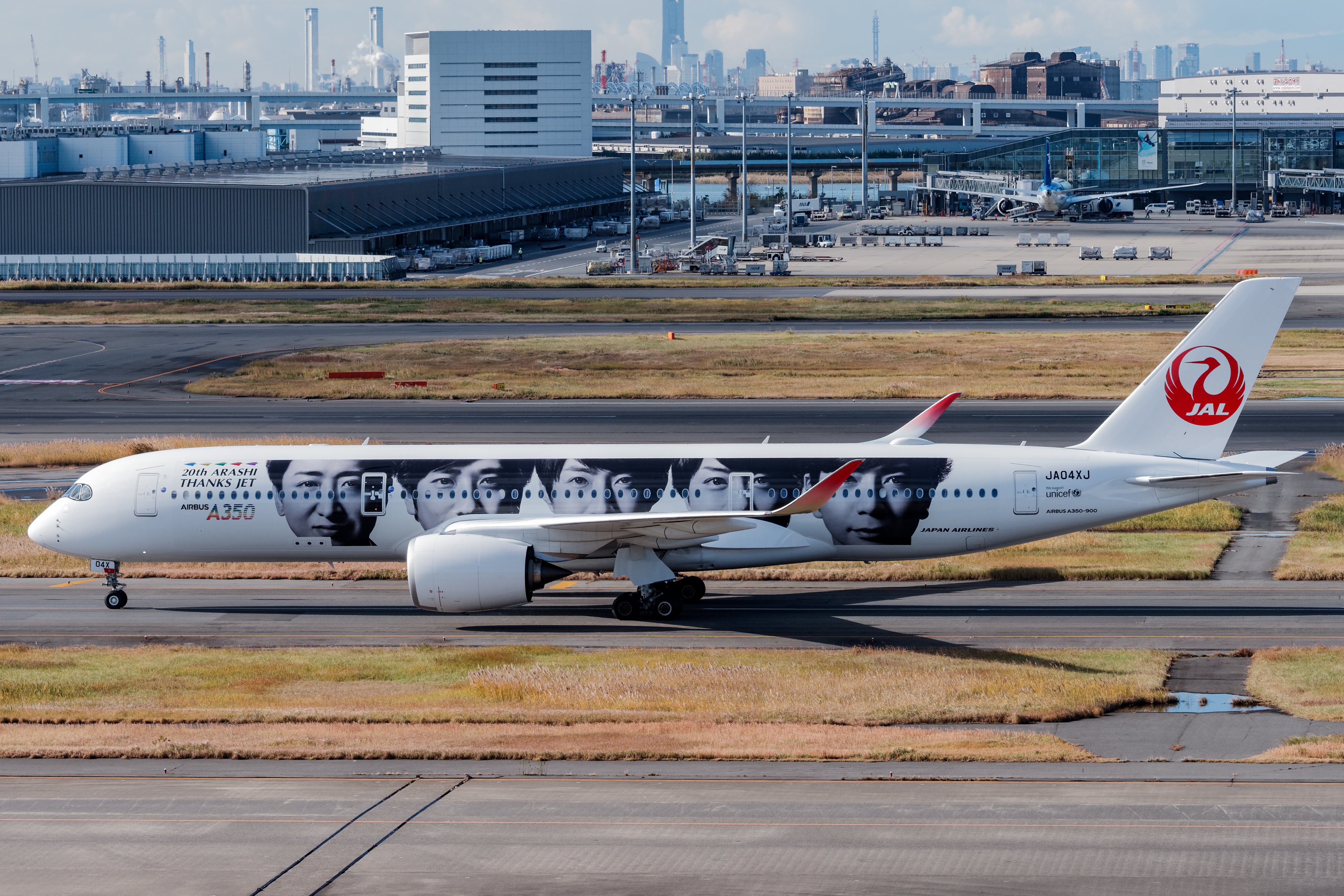
披上慶祝「嵐」成立20周年彩繪的空中巴士A350-900

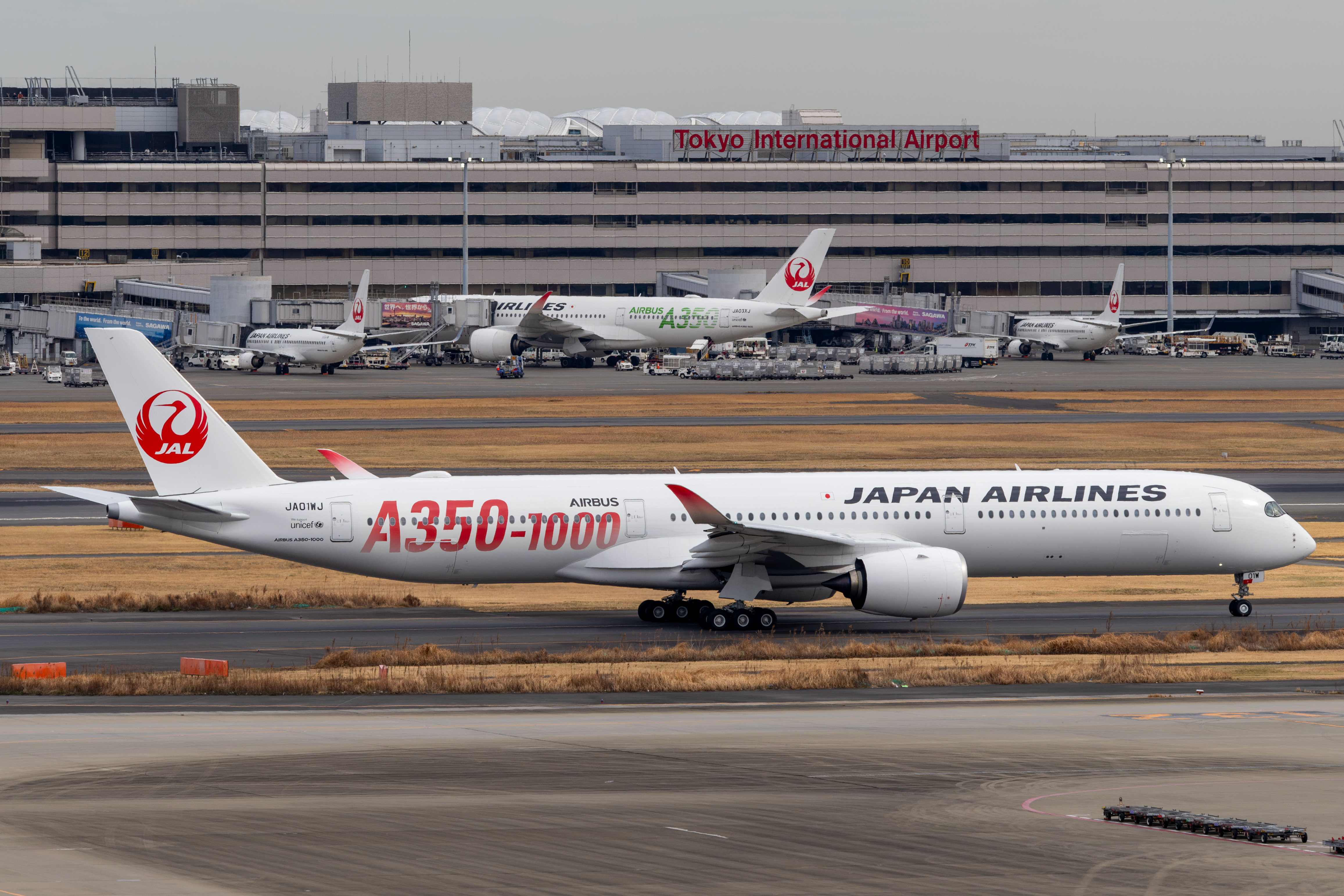
空中巴士A350-1000

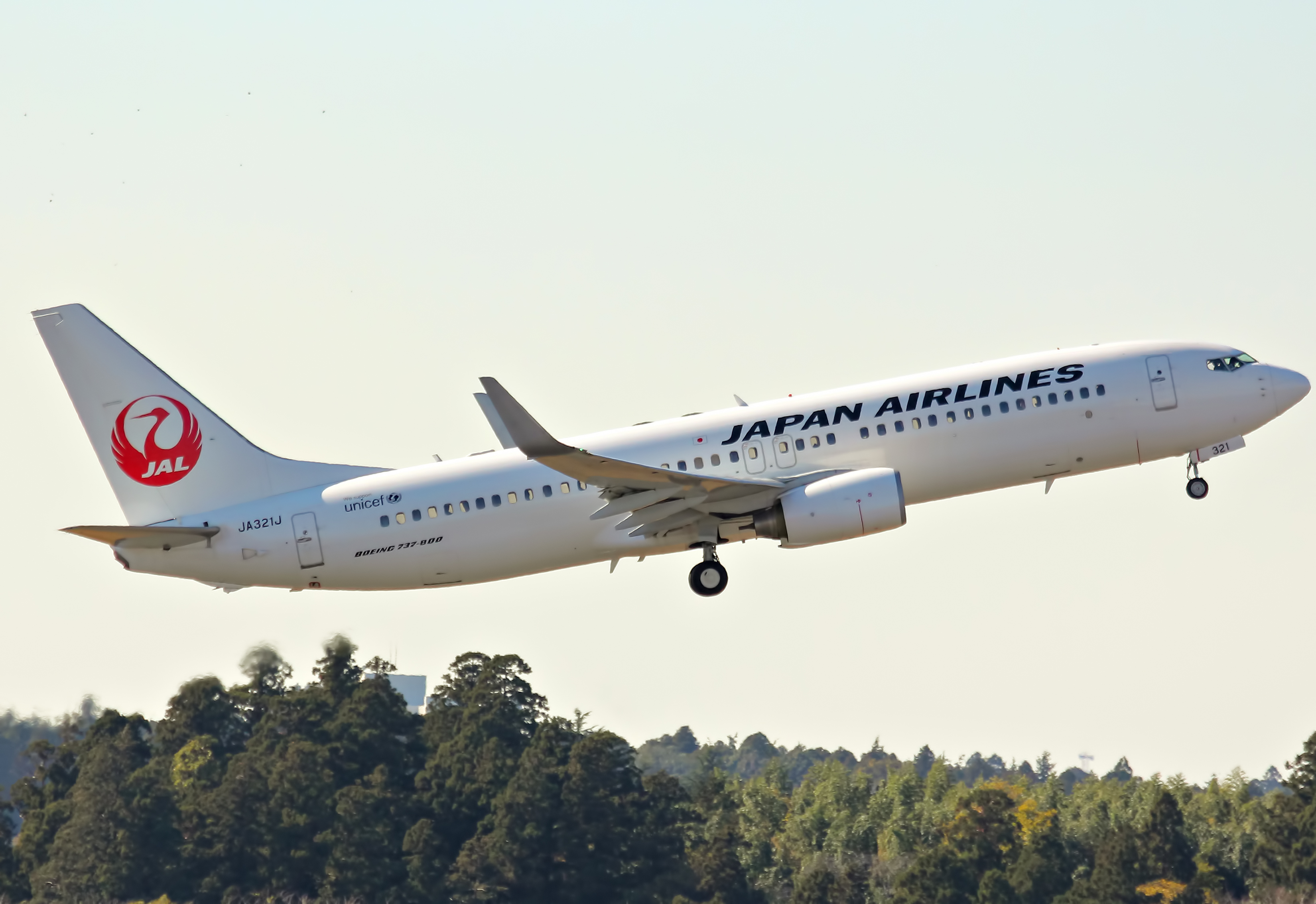
波音737-800

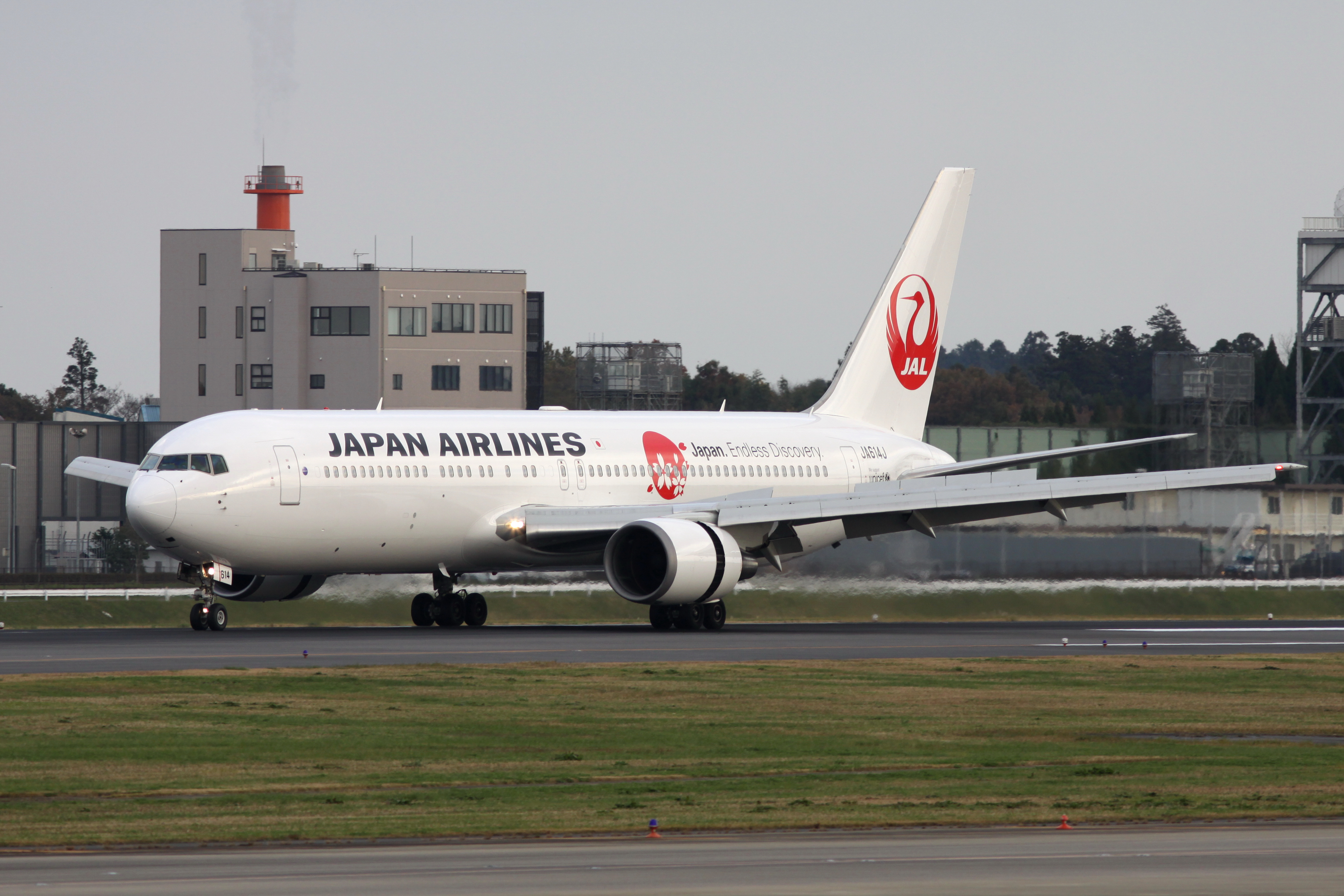
披上“Japan Endless Discovery”字樣的一架波音767-300ER

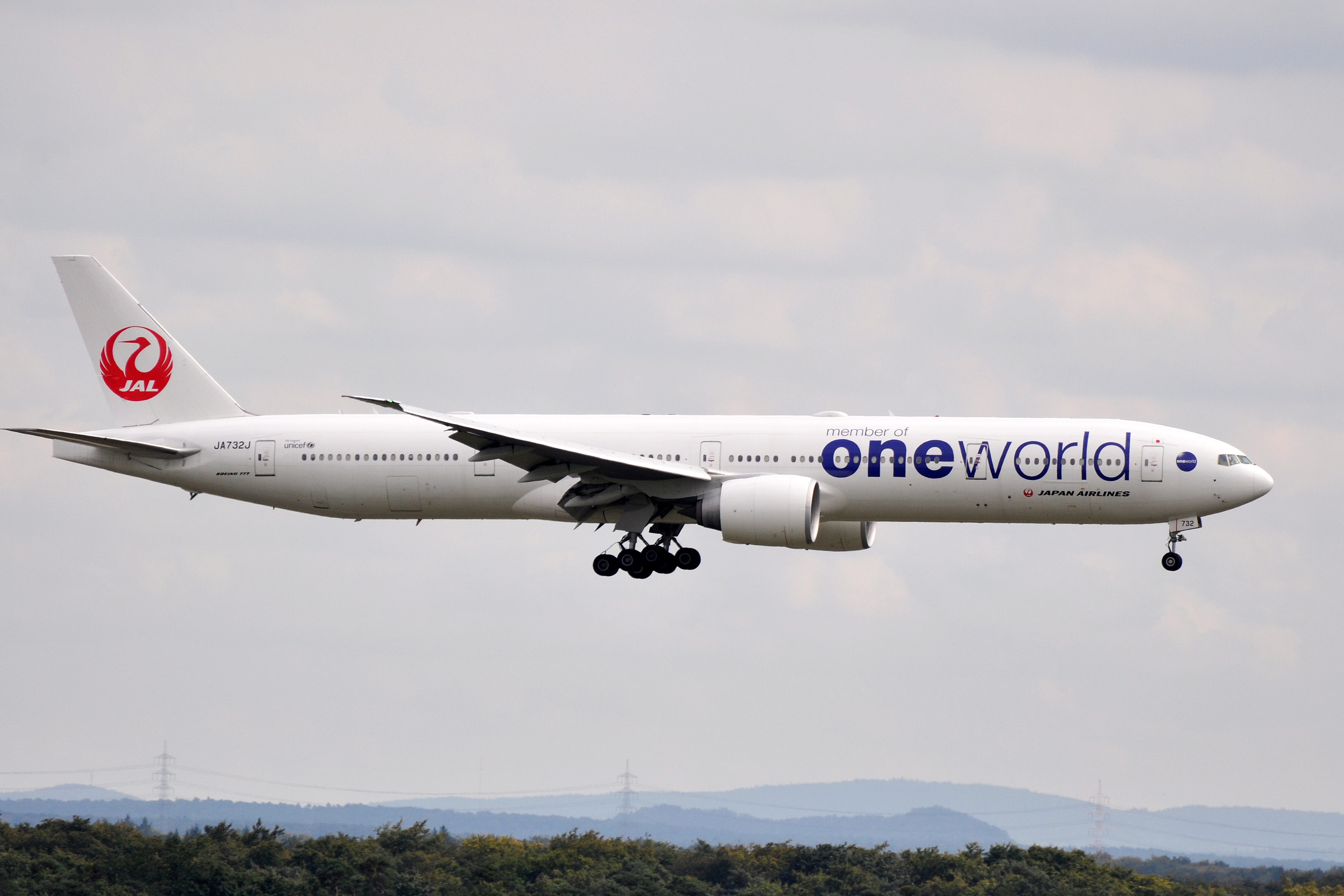
披上寰宇一家塗裝的一架波音777-300ER；此機為全球首架生產的波音777-300ER

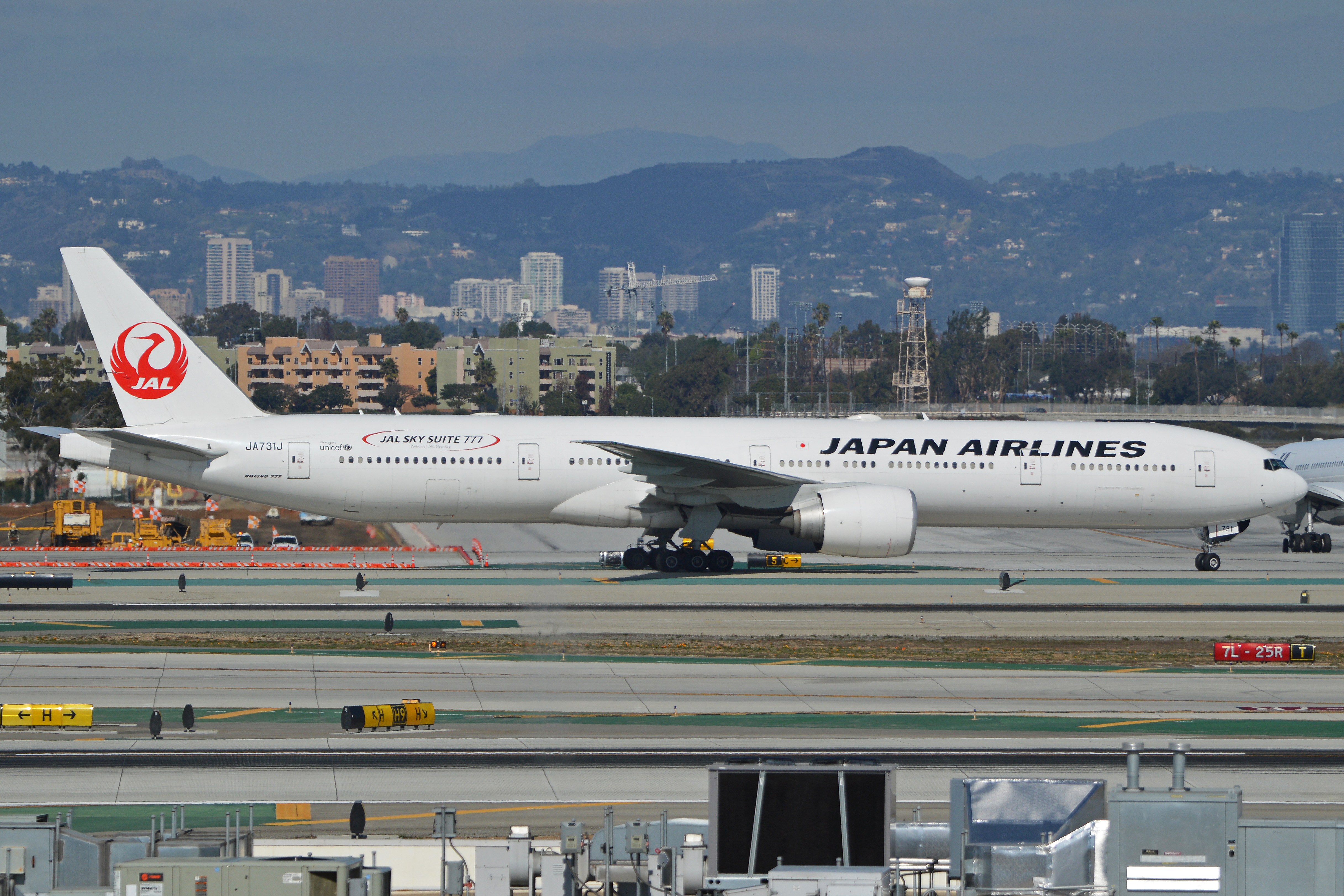
披上“Sky Suite 777”字樣的一架波音777-300ER

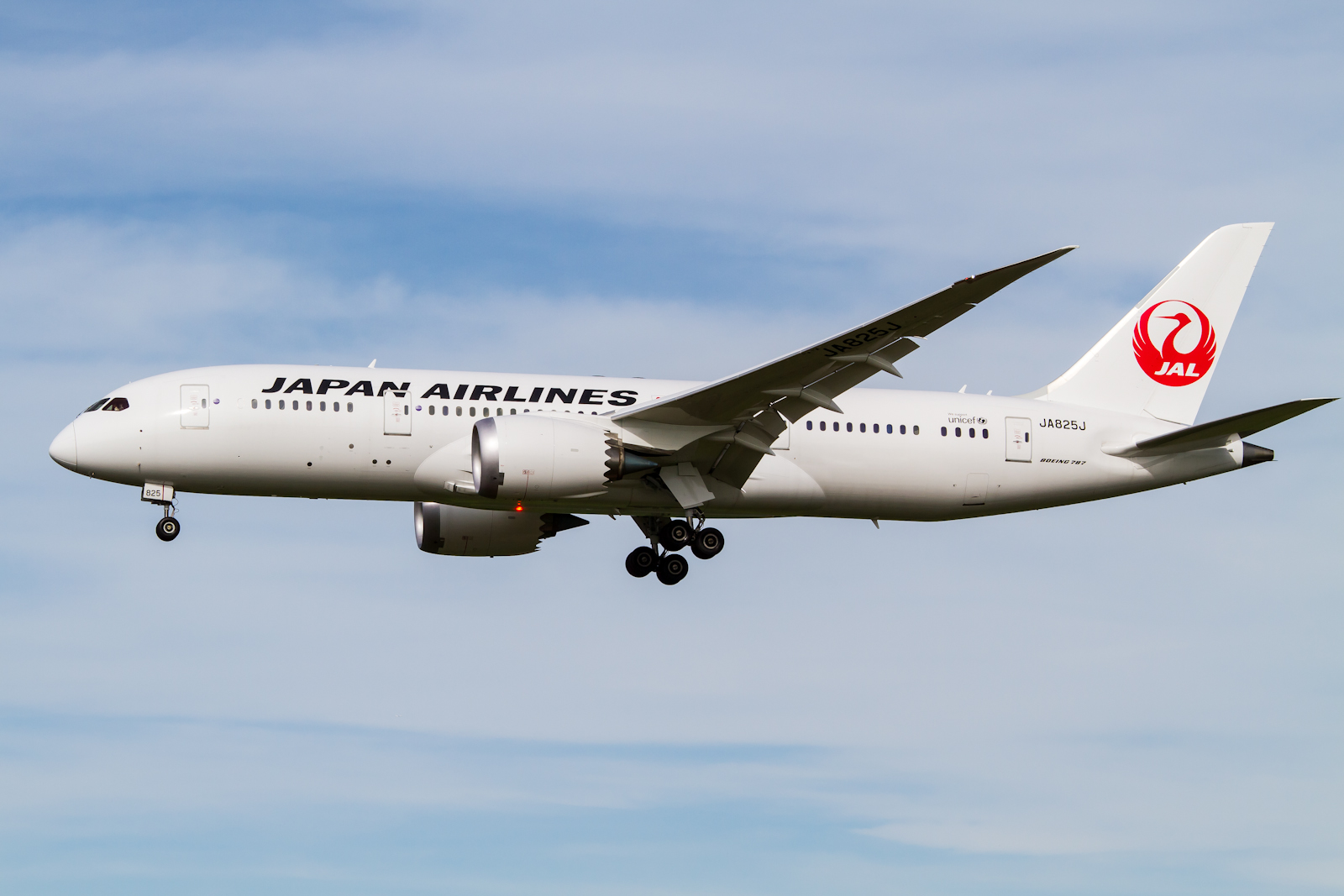
波音787-8

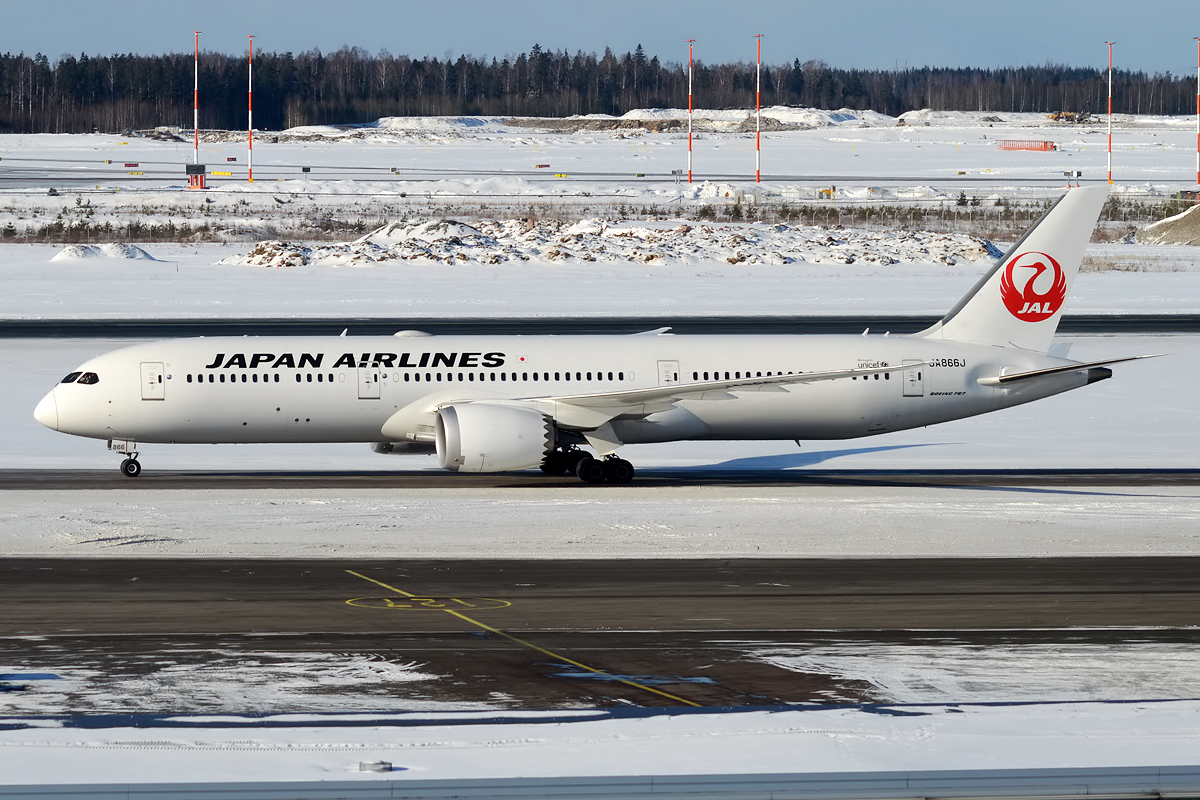
波音787-9

### 機隊
截至2025年8月，日航機隊的平均機齡12.2年，擁有下列飛機：
- 日航過去採購的客機都以美製客機為主，直至2001年與日本佳速航空合併後才首次使用空中巴士的A300型客機；而直至2013年10月7日，日航破天荒與歐洲空中巴士首次簽署購買31架A350客機，是空中巴士首次從日航得到訂單。
- 另2024年4月上旬訂購的42架客機大單中，有32架為空中巴士飛機，訂購20+1架A350-900型客機、11架A321neo型客機，分別用於國際航線（A350-900，羽田、成田出發之國際線）以及國內航線（A321neo，羽田出發之國內線），其中1架A350-900型客機（國內線版本）為2024年羽田機場跑道撞機事故中已註銷的JA13XJ代替新造專案急單，預計2025年交付，剩餘20架A350-900型客機則用於國際航線。

### 未來採購機型計畫
- 訂購Boom Technology20架超音速客機
- 2025年起營運電動空中計程車VA-X4
- eVTOL訂購50架（50架選購權）
- 日航規劃一兩年內考慮採用波音787或是空中巴士A321Neo取代現有的波音767機隊
- 日航子公司J-Air巴西航空工業E系列機隊則考慮由空中巴士A220或巴西航空工業E2系列取代[69]

### 已退役機型

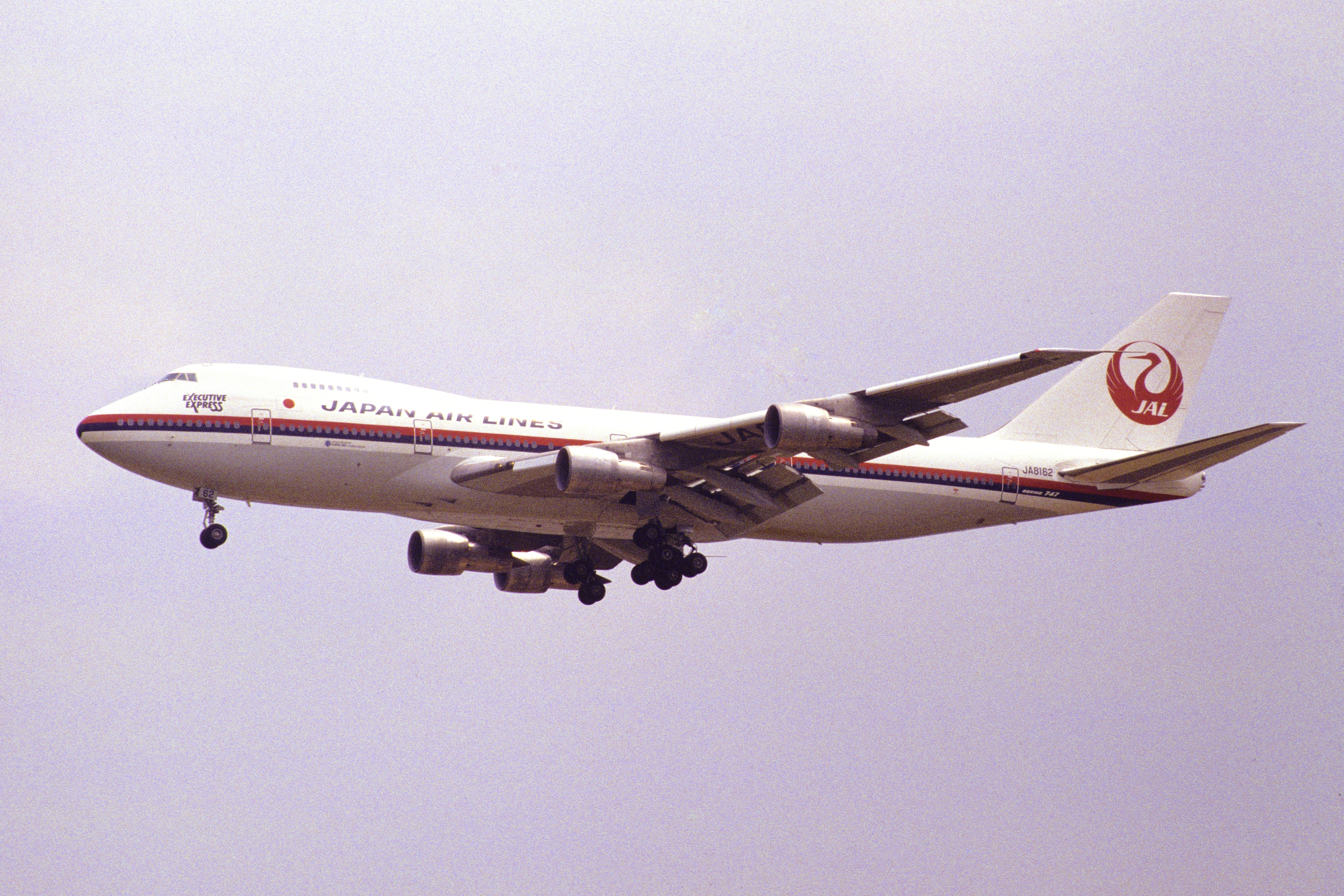
日航曾使用增加額外油箱的波音747-246B營運東京直飛紐約的「日航行政特快」（Executive Express）[註 1]
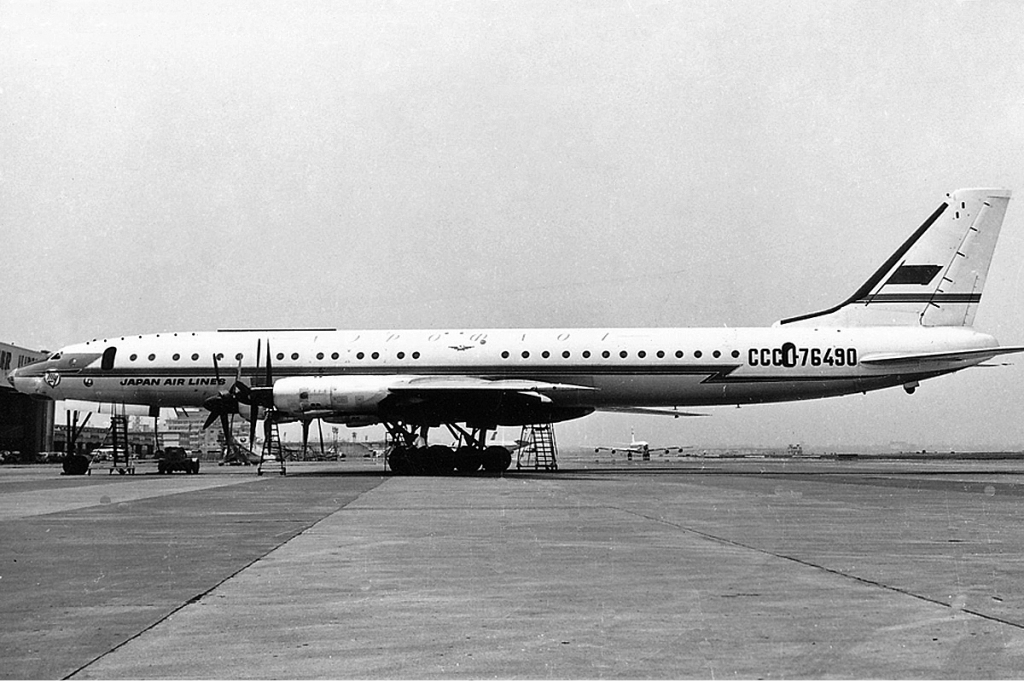
1967年蘇日聯營時期帶有日航標誌的圖-114
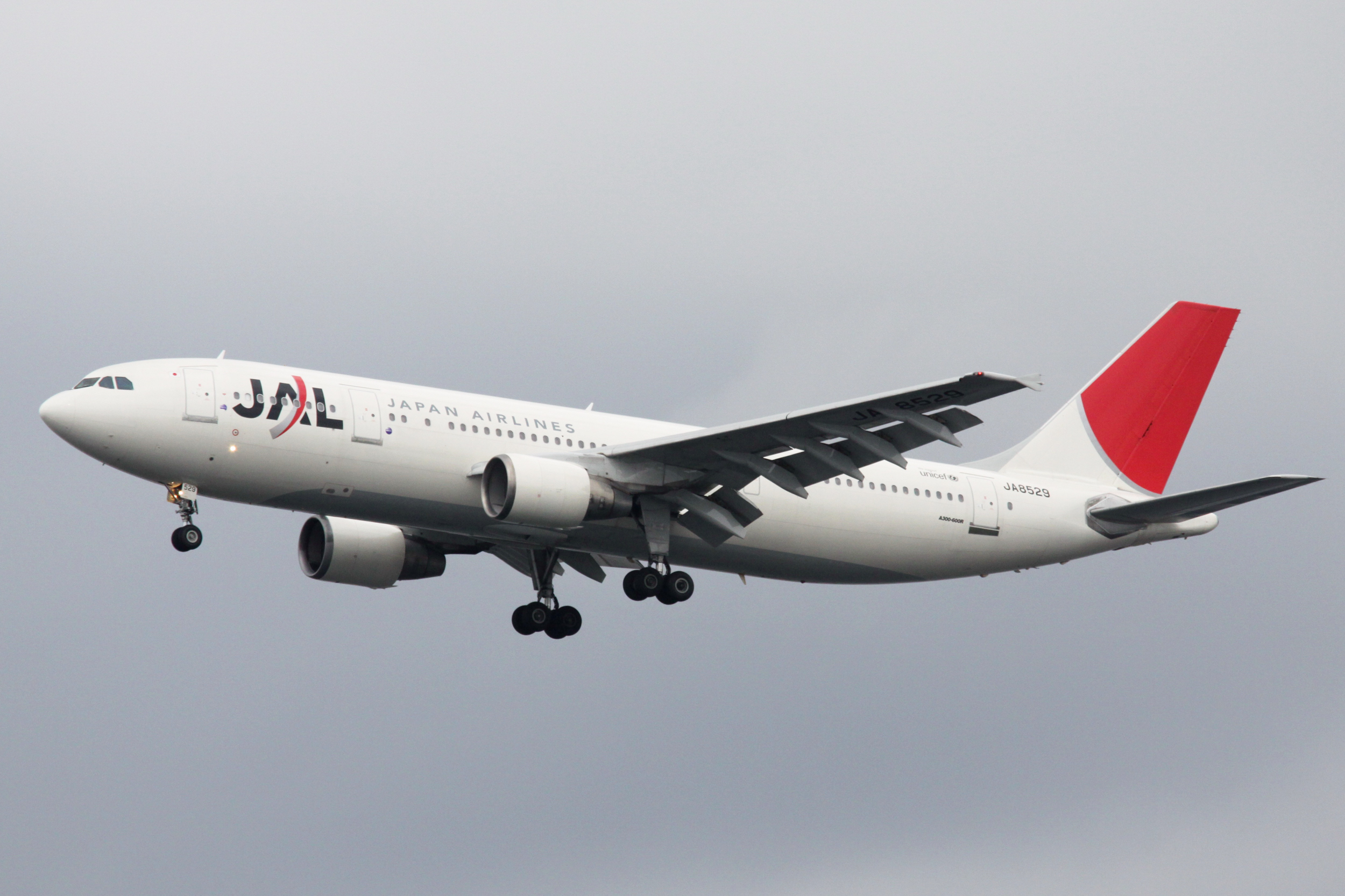
與日本佳速航空合併的日航空中巴士A300-600R 第四代舊塗裝
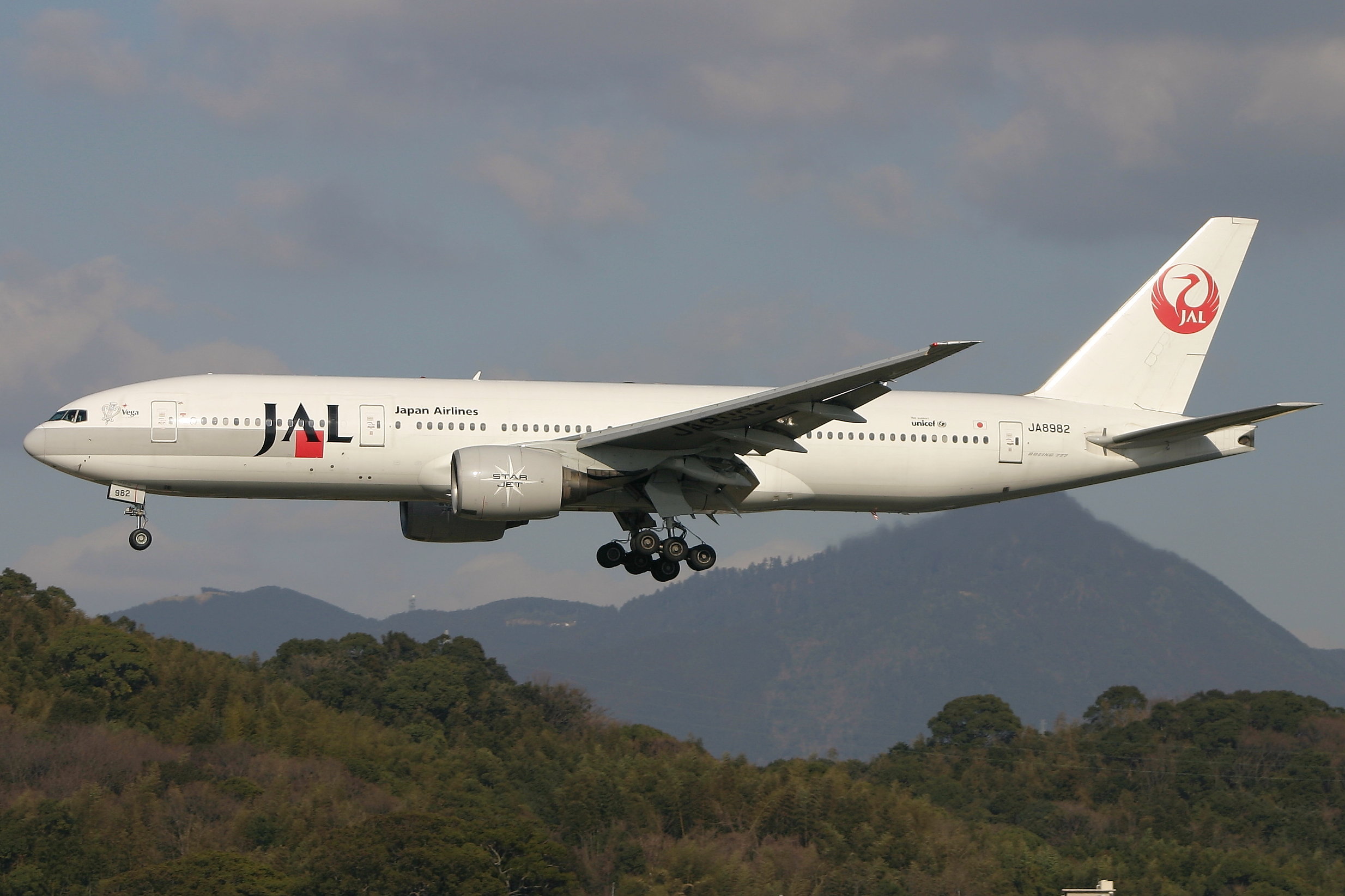
波音777-200型「鶴丸」第三代舊塗裝
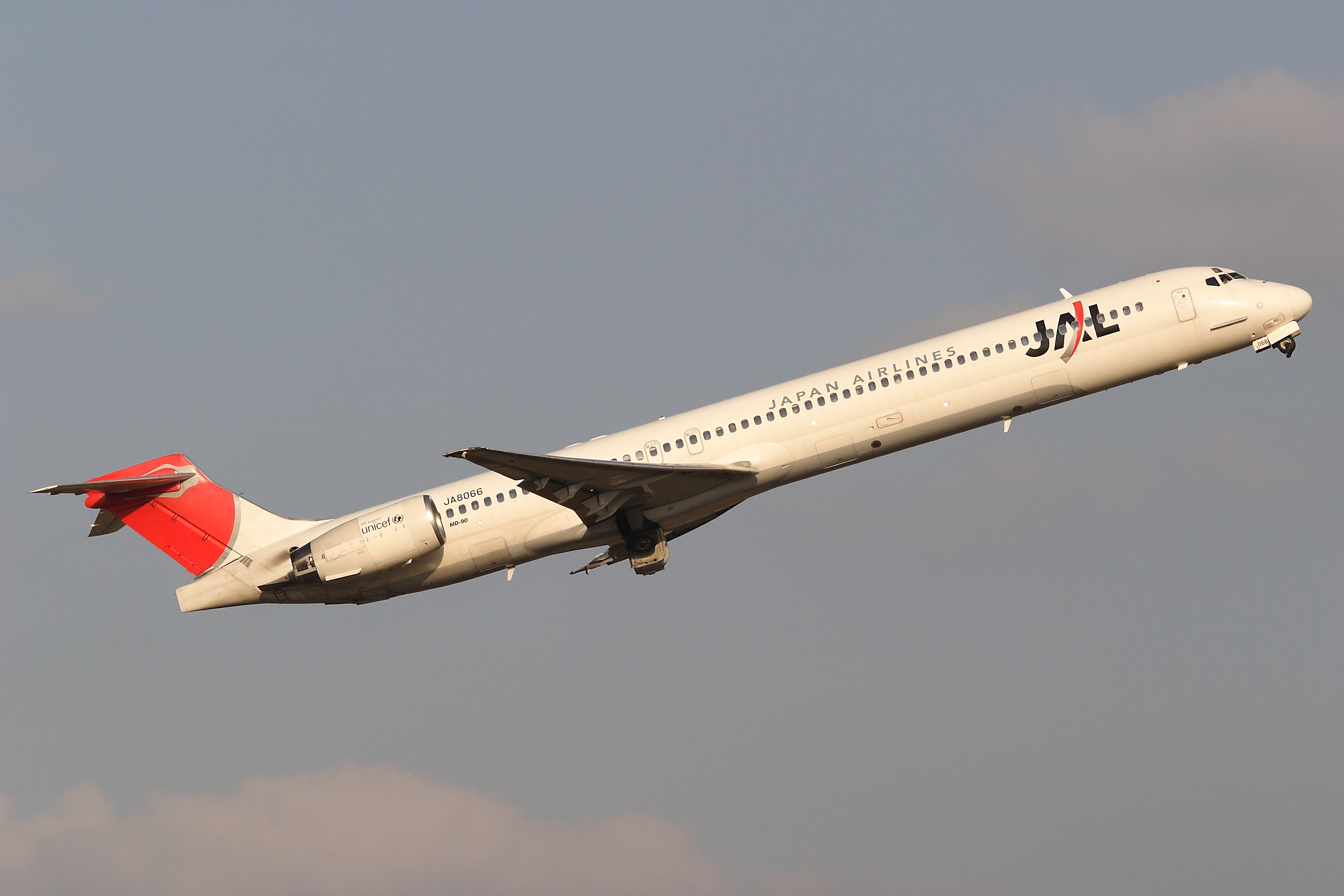
與日本佳速航空合併的日航麥道MD-90
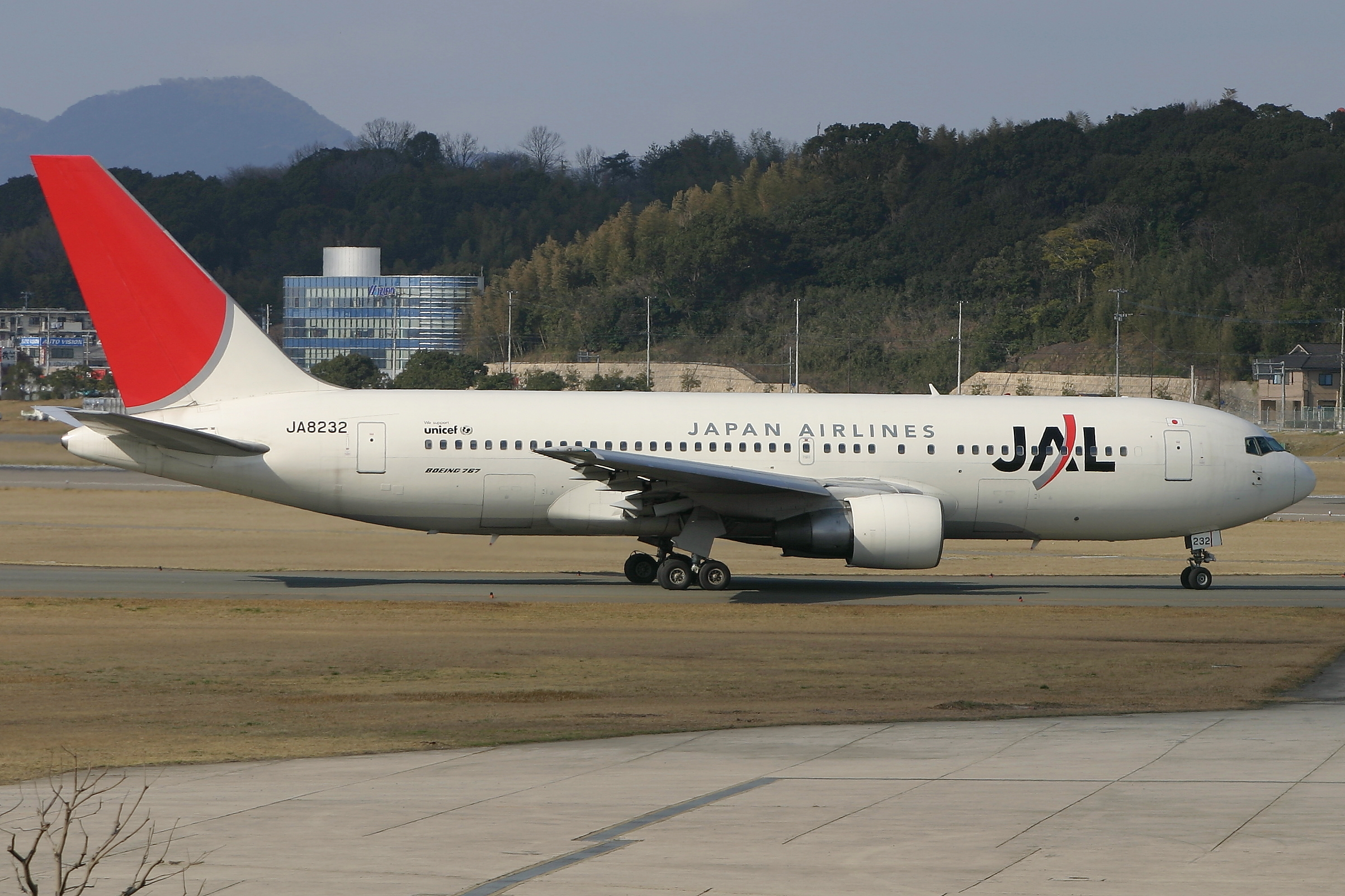
日航波音767-200 第四代舊塗裝
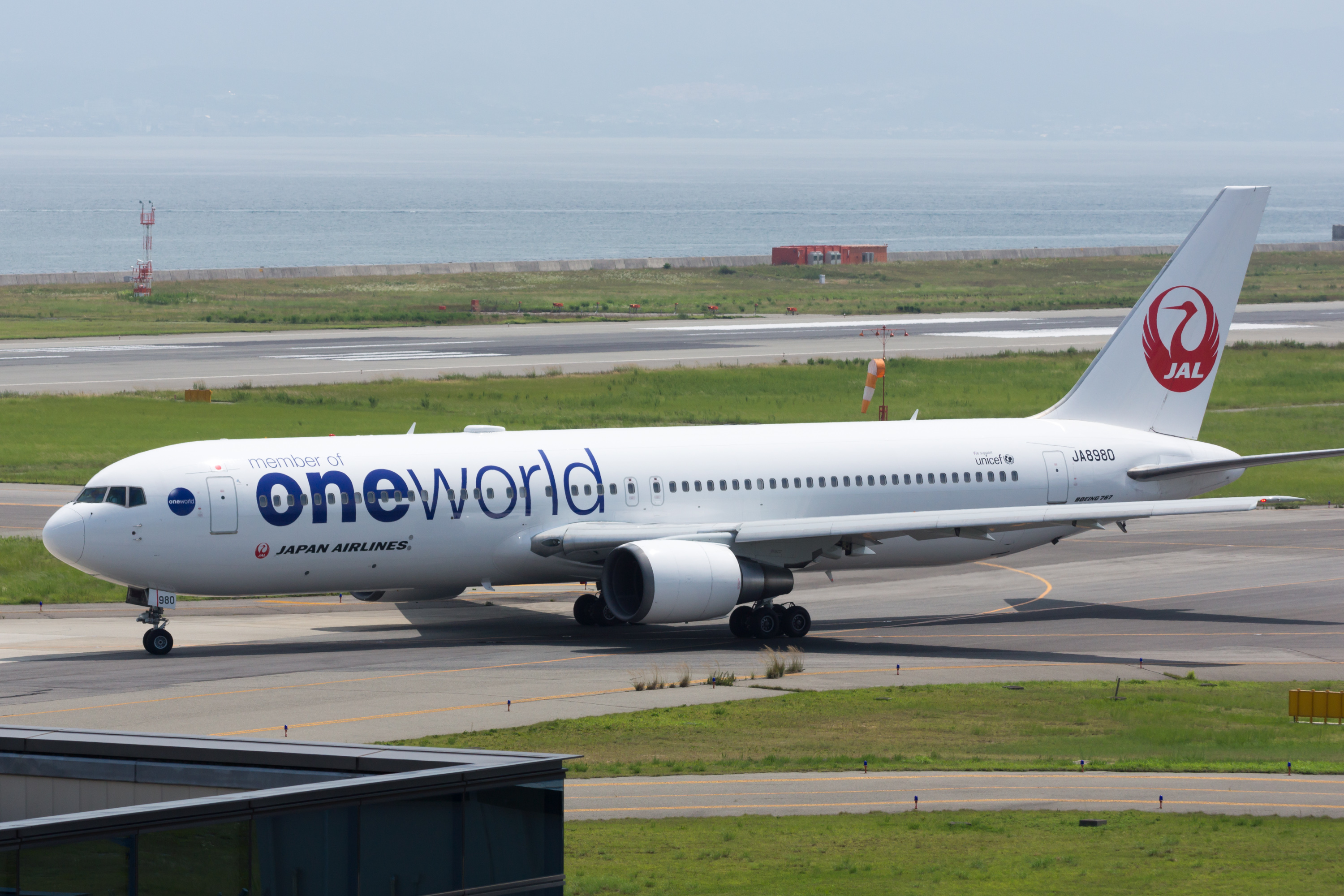
日航波音767-300寰宇一家塗装
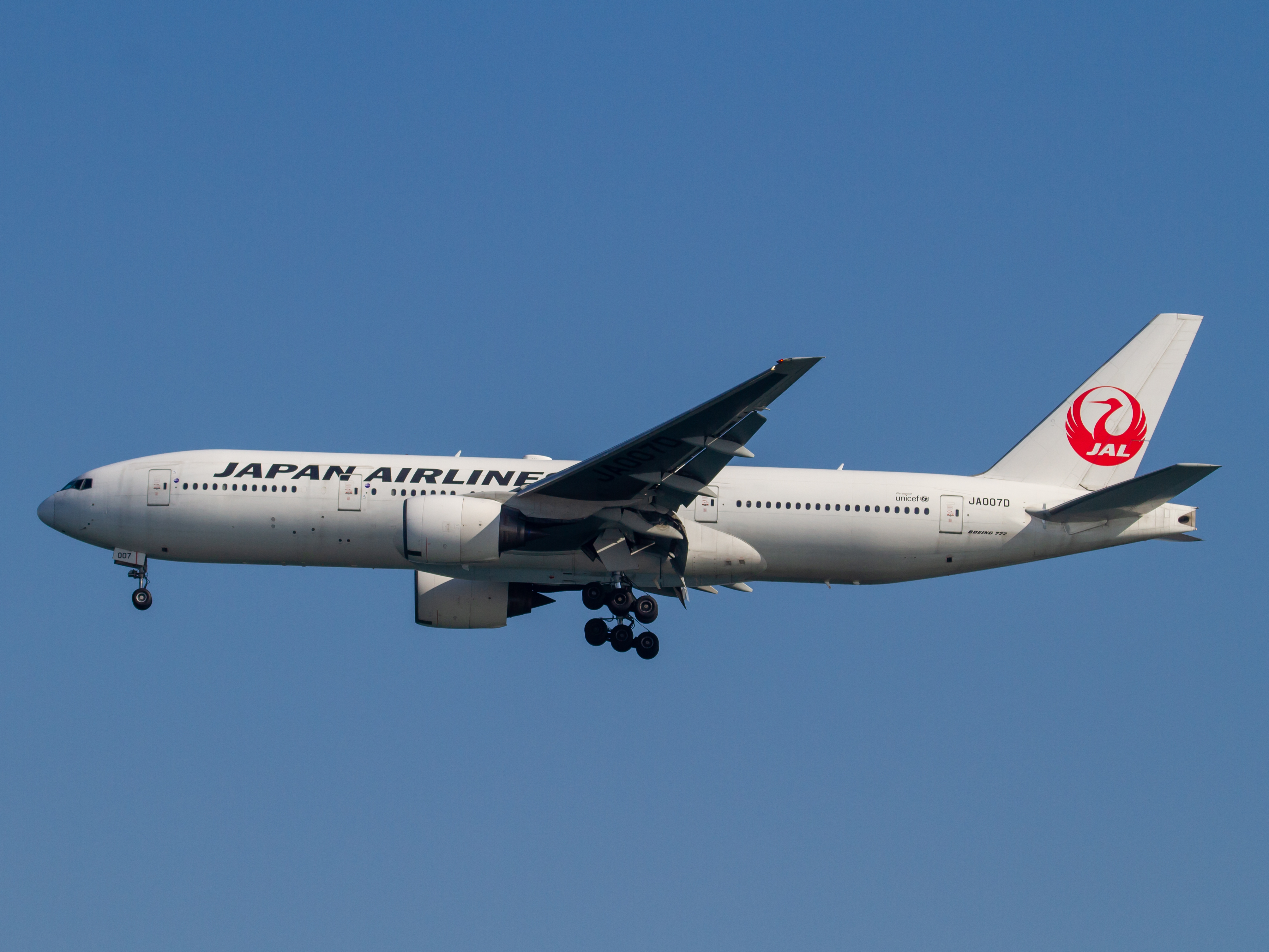
日航波音777-200 第五代塗裝，已退役
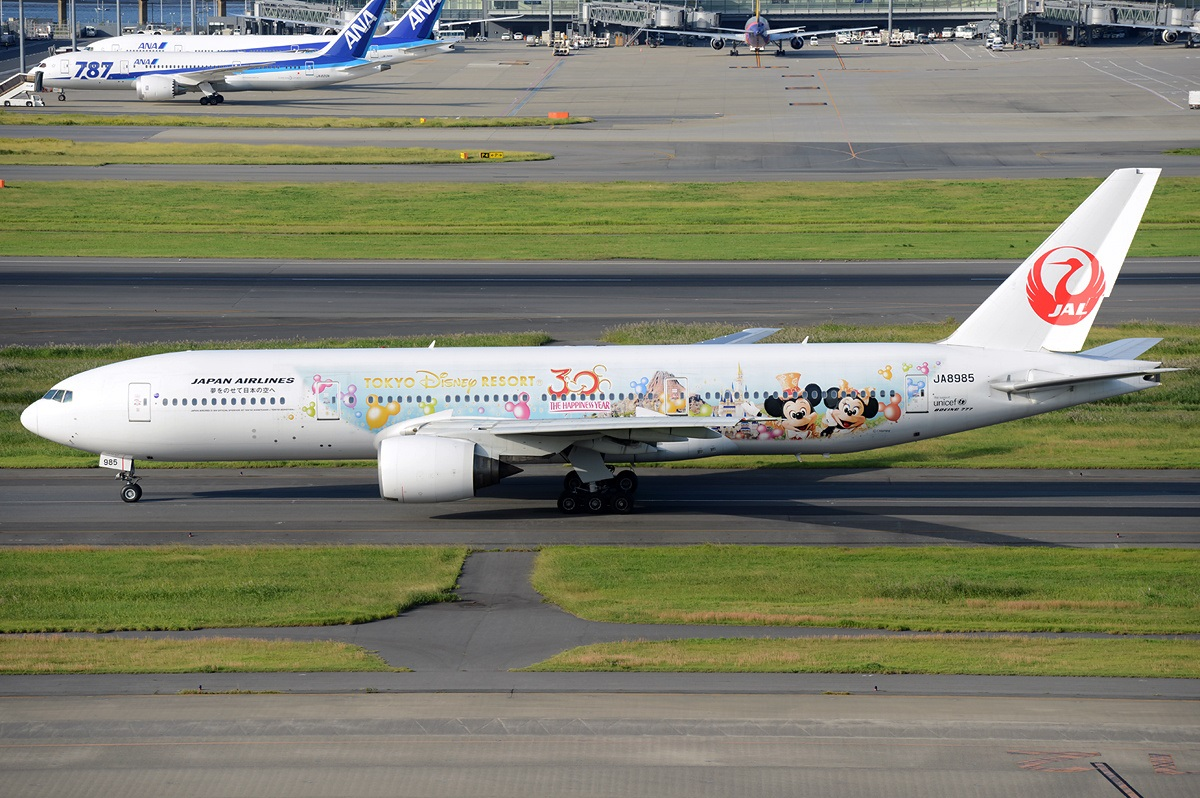
披上宣傳東京迪士尼樂園開業30周年的“JAL Happiness Express”彩繪的一架波音777-200，已退役
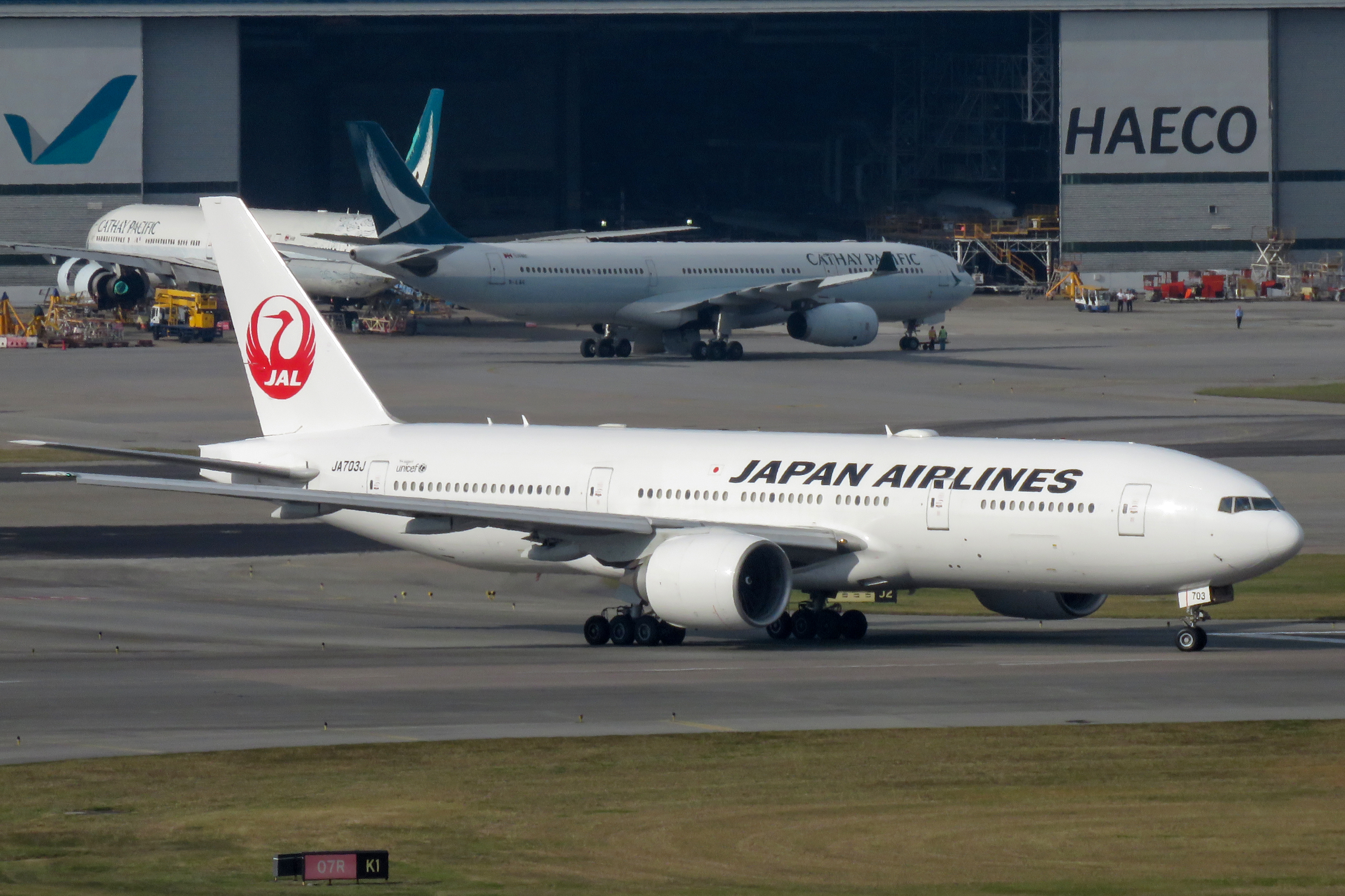
日航退役的波音777-200ER
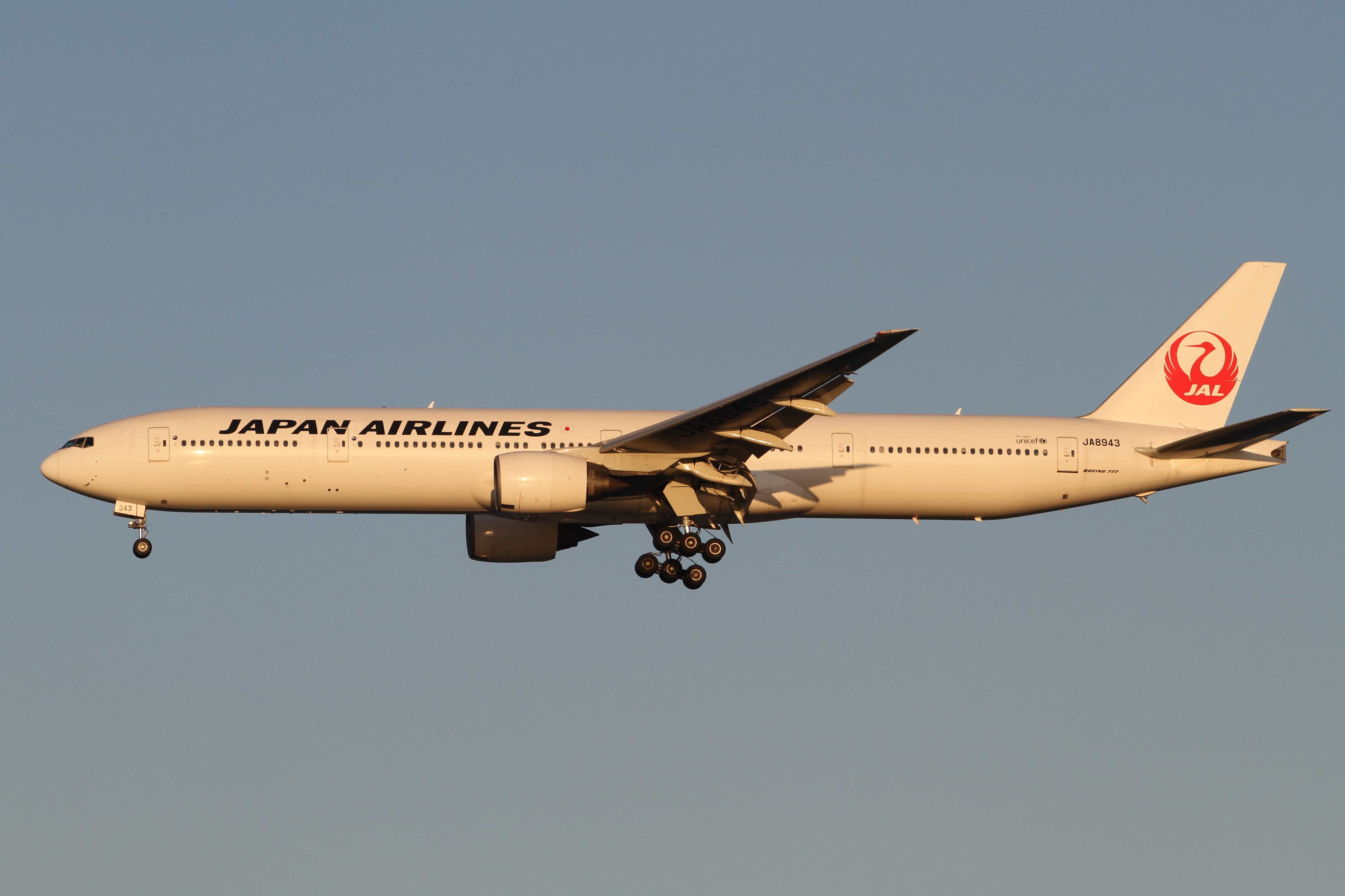
日航波音777-300 第五代塗裝，已退役

日本航空曾經擁有全球最大的波音747機隊，各型號如下：
- 波音747–100
- 波音747SR–146
- 波音747–100B/SR
- 波音747–100B/SR/SUD/SF
- 波音747–200B
- 波音747–200F/SCD/SF
- 波音747–300/SR
- 波音747–400
- 波音747–400D
- 波音747–400F/BCF

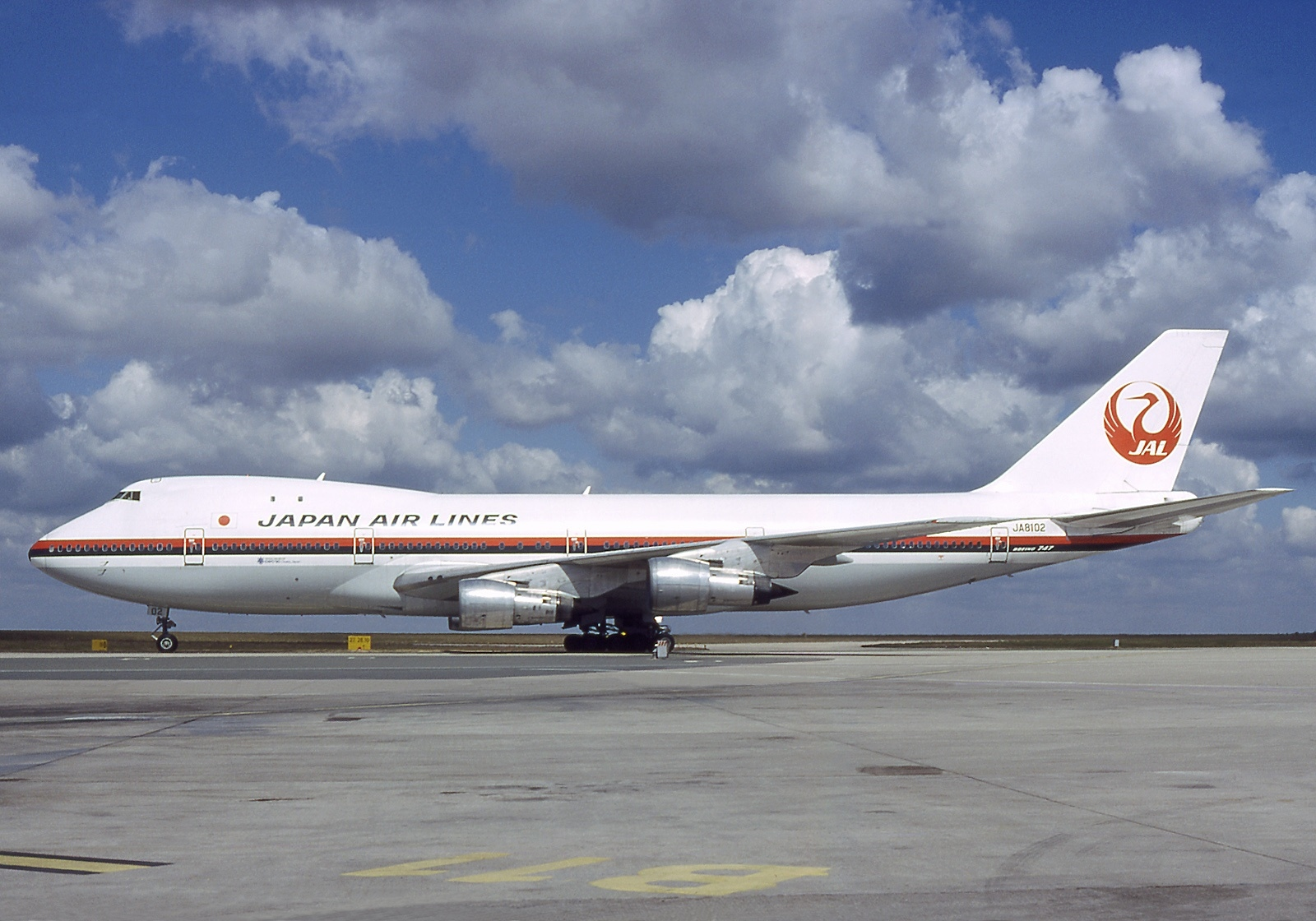
日航波音747-100
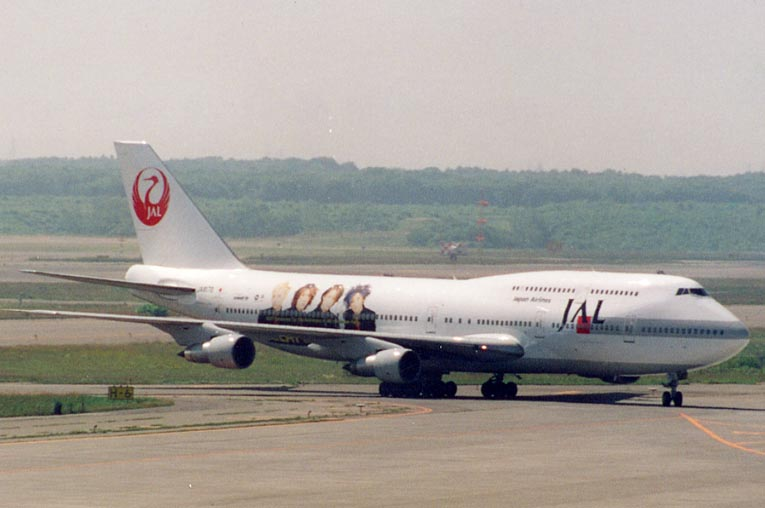
日航波音747-100B/SUD
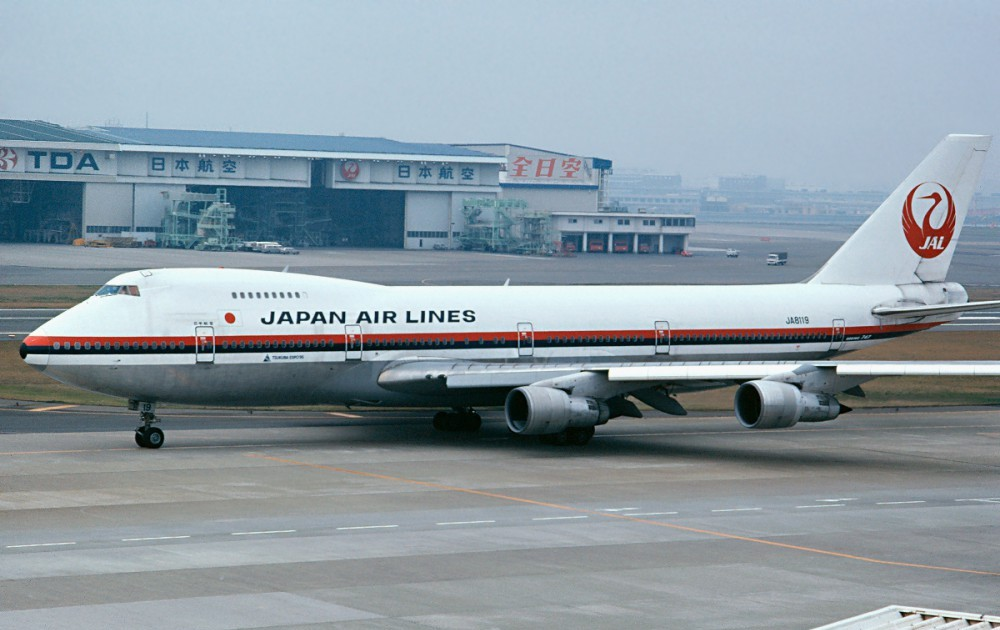
日航波音747SR-146
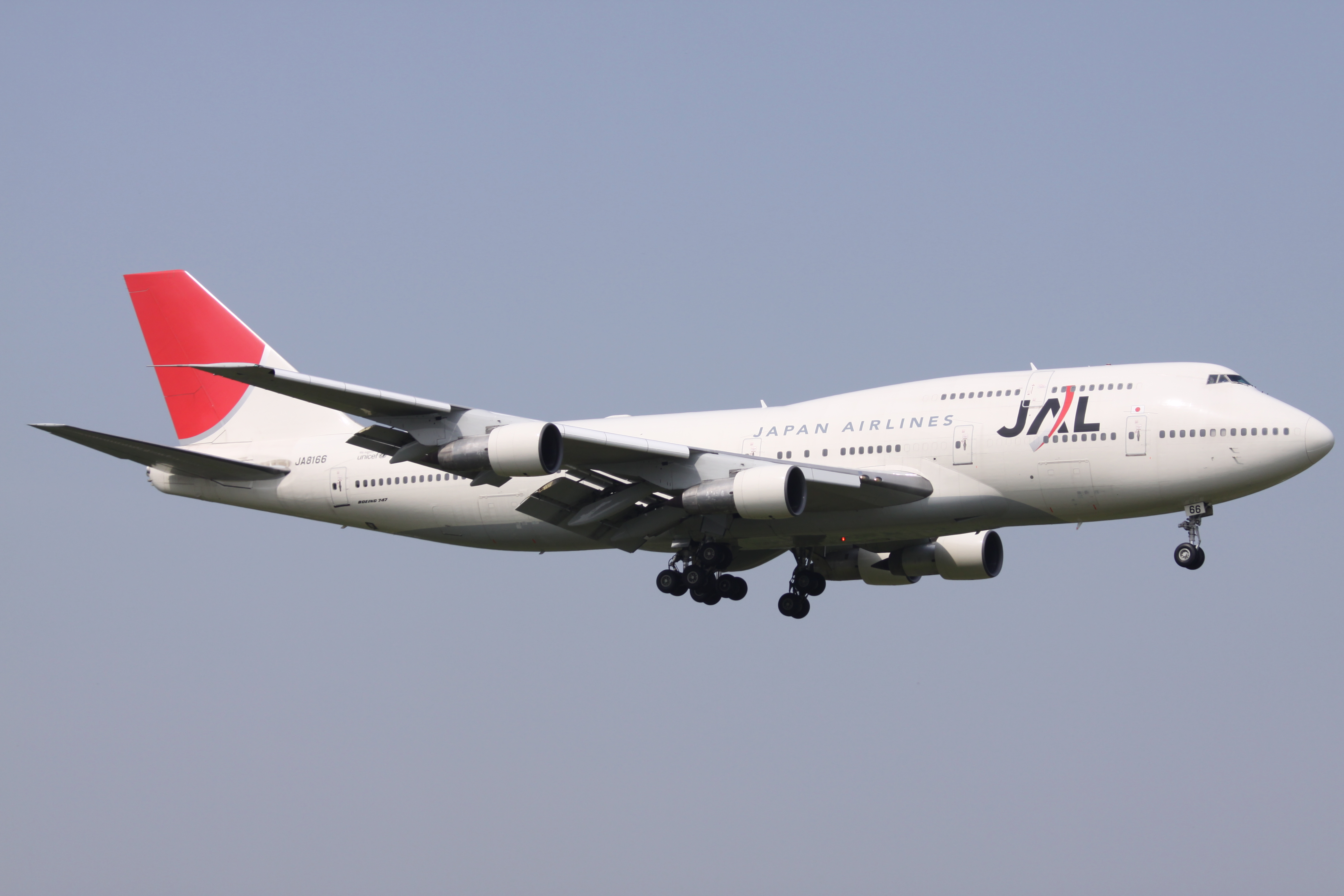
日航波音747-300
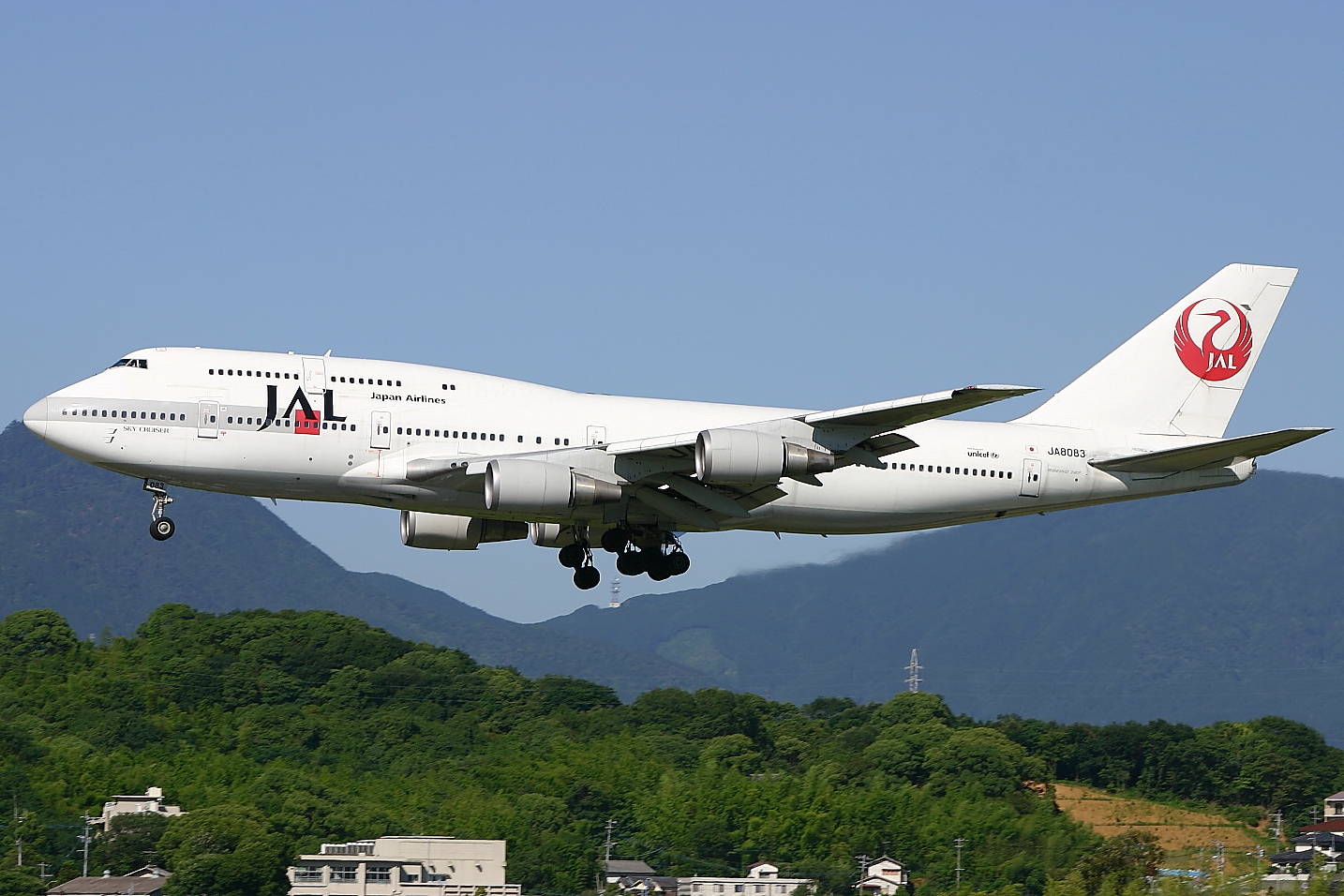
日航國內線專用的波音747-400D
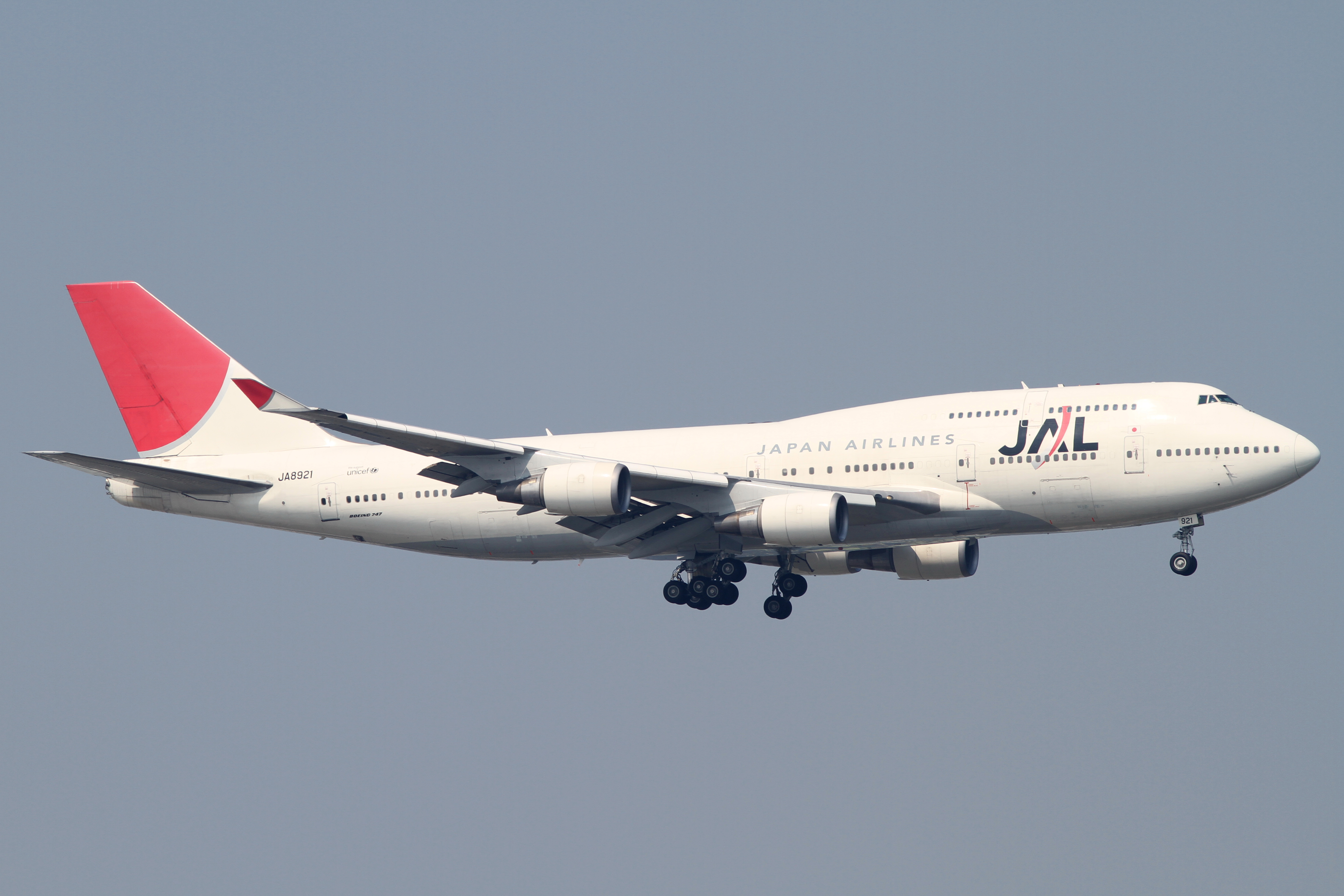
日航波音747-400
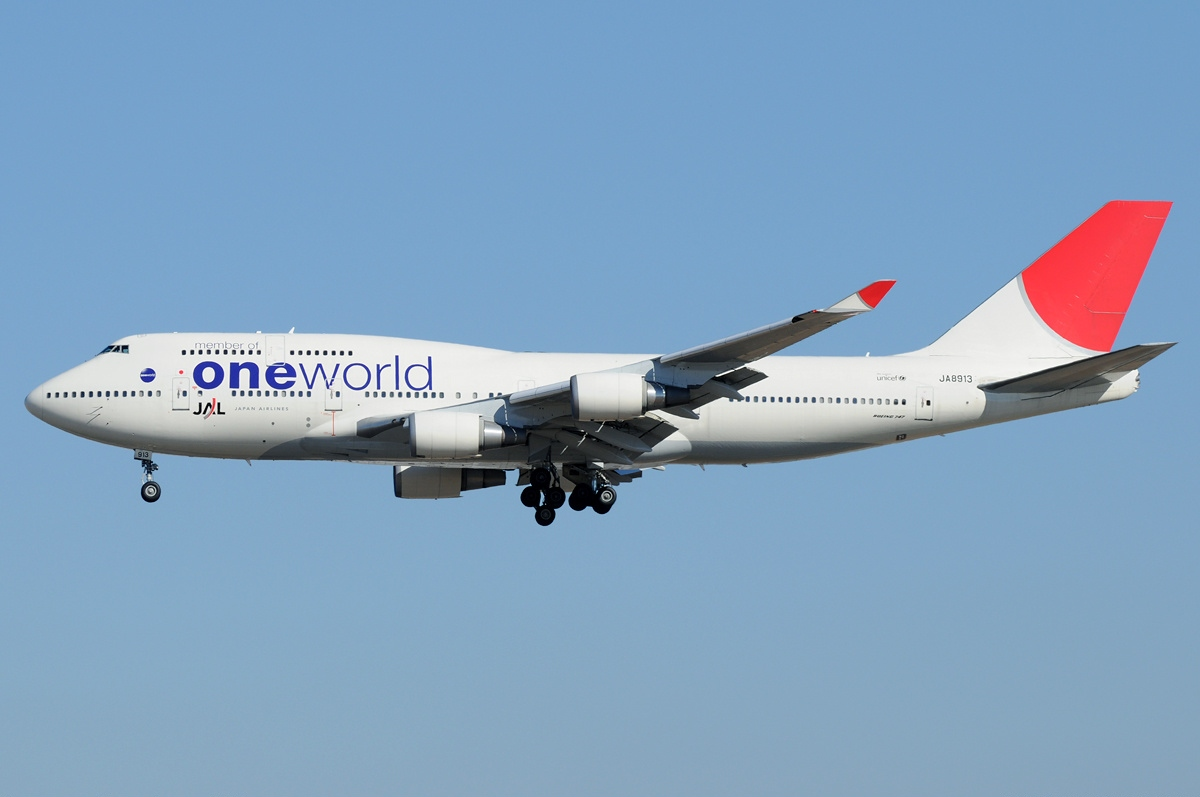
日航波音747-400寰宇一家塗装
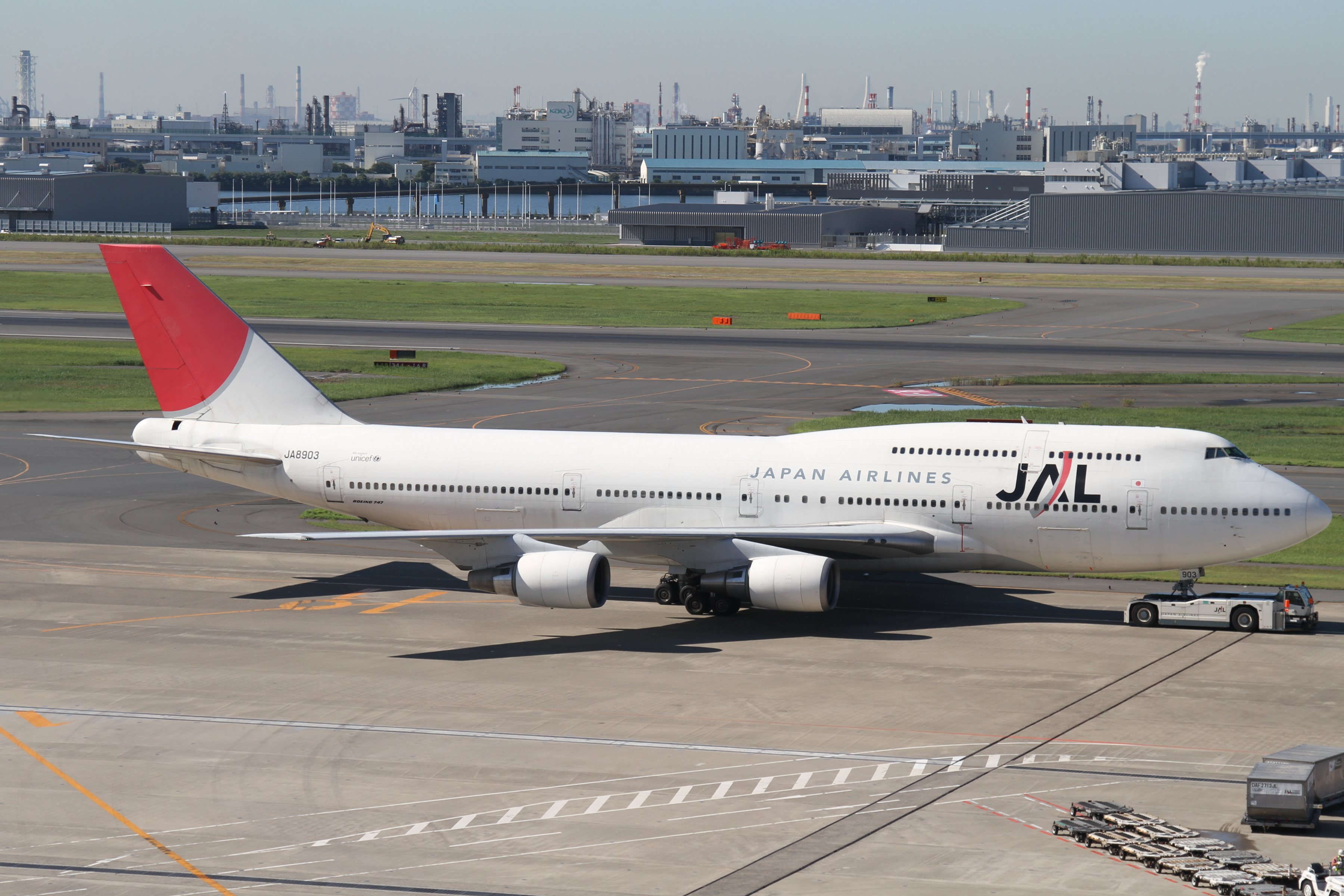
日航波音747-400D
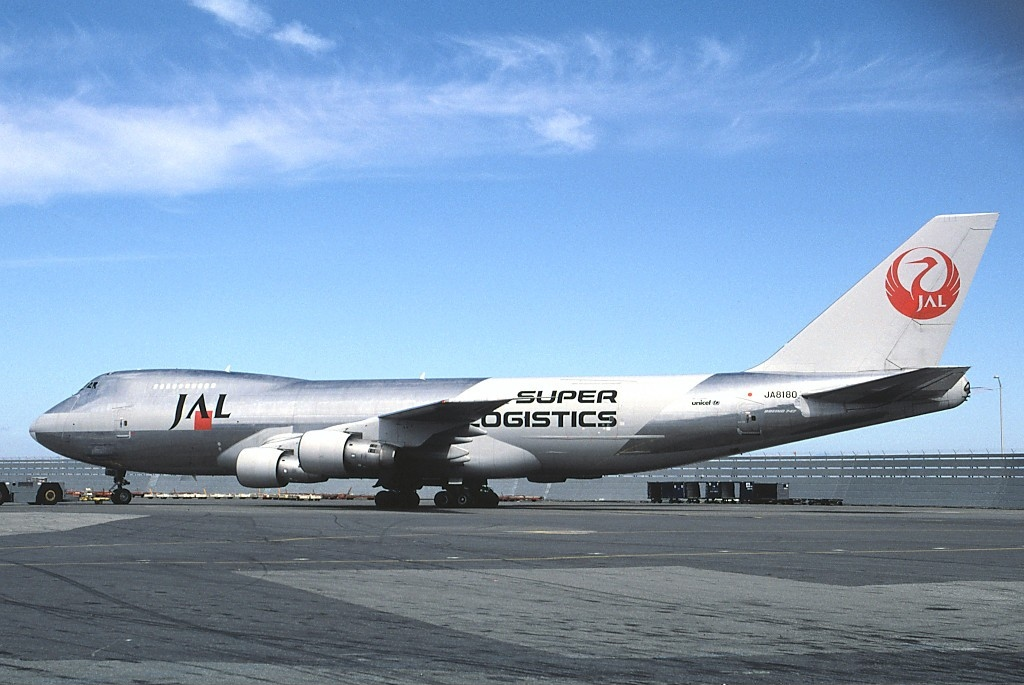
日航波音747-200F
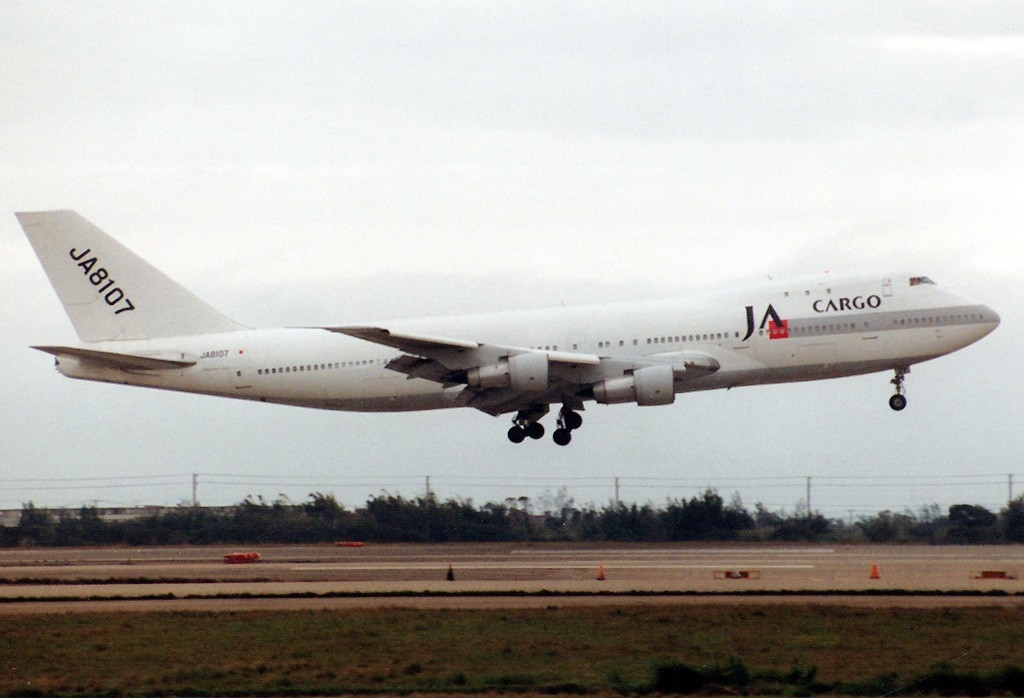
日航波音747-100F

## 機艙等級
2007年12月，日本航空於商務旅客較多的長途航線，引入特選經濟艙。現時這些航線合共提供頭等，商務艙，特選經濟艙以及經濟艙四種等別。而大部分中短距離航線，以及夏威夷與關島等長距離渡假航線，則提供商務艙以及經濟艙兩種等別。同時亦制定各機艙的屬色，頭等為紅色，商務艙為深藍色，經濟艙則為綠色，這些顏色均會應用於機場櫃檯，機票，行李標籤等地方。

### 座椅規格
| 座椅類別       | JAL Suite           | JAL Skysleeper SOLO | Shell flat seat neo | Shell flat seat | Skyrecliner | Skyluxe Seat | Millennium Version | Sky Shell Seat |
| -------------- | ------------------- | ------------------- | ------------------- | --------------- | ----------- | ------------ | ------------------ | -------------- |
| 座距           | 211cm               | 200cm               | 153cm               | 157cm           | 129.5cm     | 119-127cm    | 112-127cm          | 97cm           |
| 後仰角度       | 180°                | 180°                | 171°（假平躺）      | 170°（假平躺）  | 132°        | 152°         | 139°               | -              |
| 頭枕           | ○                   | ○                   | ○                   | ○               | ○           | ○            | ○                  | ○              |
| 腳踏           | ○                   | ○                   | ○                   | ○               | ○           | ○            | ○                  | ○              |
| 腰墊           | ○                   | ○                   | ○                   | ○               | ○           | ○            | ○                  | ×              |
| 座椅殼         | ○                   | ○                   | ○                   | ○               | ×           | ×            | ×                  | ○              |
| 電動輔助       | ○                   | ○                   | ○                   | ○               | ×           | ×            | ×                  | ×              |
| 高檯           | ○                   | ○                   | ○                   | ○               | ×           | ×            | ×                  | ×              |
| 酒吧台         | ○                   | ○                   | ○                   | ○               | ○           | ×            | ×                  | ×              |
| 電腦電源       | ○                   | ○                   | ○                   | ○               | ○           | ×            | △（只有738）       | ○              |
| 娛樂系統       | ○                   | ○                   | ○                   | ○               | ○           | ○            | ○                  | ○              |
| 扶手下儲存空間 | ○                   | ○                   | ○                   | ○               | ×           | ×            | ×                  | ×              |
| LAN線          | ×                   | ×                   | ×                   | ×               | ×           | ×            | ×                  | ×              |
| USB・RCA插頭   | ×                   | ×                   | △（只有787-8）      | ×               | ○           | ×            | ×                  | ×              |
| 閱讀燈         | ○                   | ○                   | ○                   | ○               | ○           | ○            | ○                  | ○              |
| 配備機種       | A350-1000,777-300ER | -                   | 787-8               | 777             | 767-300ER   | 767          | 777/767/738        | 777            |

- 機種簡稱：A350-1000...351、787...787-8、787-9、777...777-300 (ER) /-200 (ER)、767...767-300 (ER)、738...737-800

### 經濟艙
日本航空所有波音777、波音767-300ER與波音737-800机型的座椅均配置個人娛樂系統，稱為MAGIC，乘客能夠隨時揀選喜愛的節目播放。2008年8月，於長途航線使用的波音777-300ER引入新座位，個人螢幕擴大至9寸，而新引入的波音767-300ER、波音777-300ER與波音787-8的個人螢幕則為10.6寸，新座位同時引入吊床式頭枕。座距雖然不變，但由於坐墊較薄，減低舒適度，座椅除可向後傾外，坐墊亦可向前滑動，令座椅的腿部空間增加。

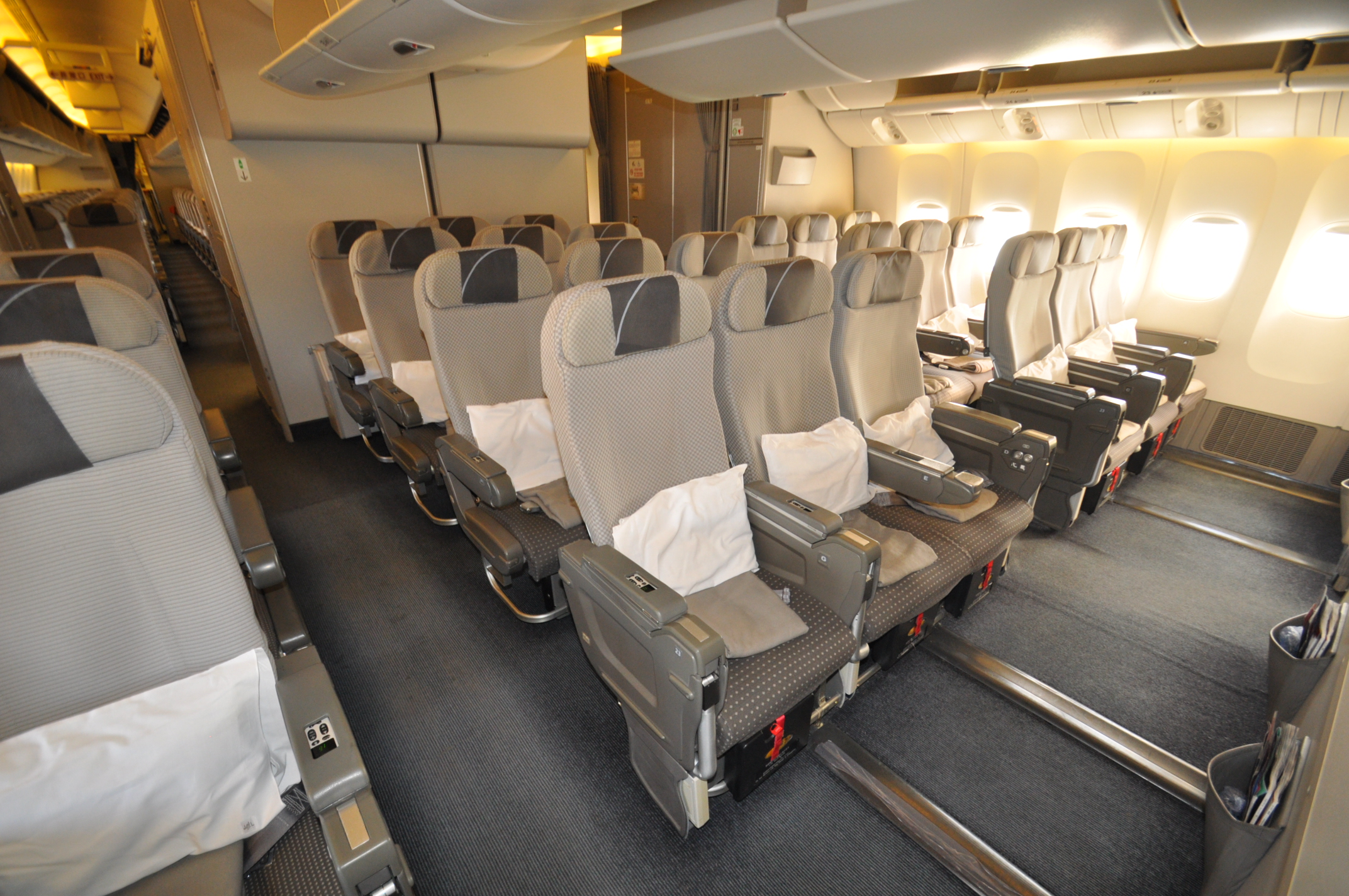
波音777-200ER的經濟客位
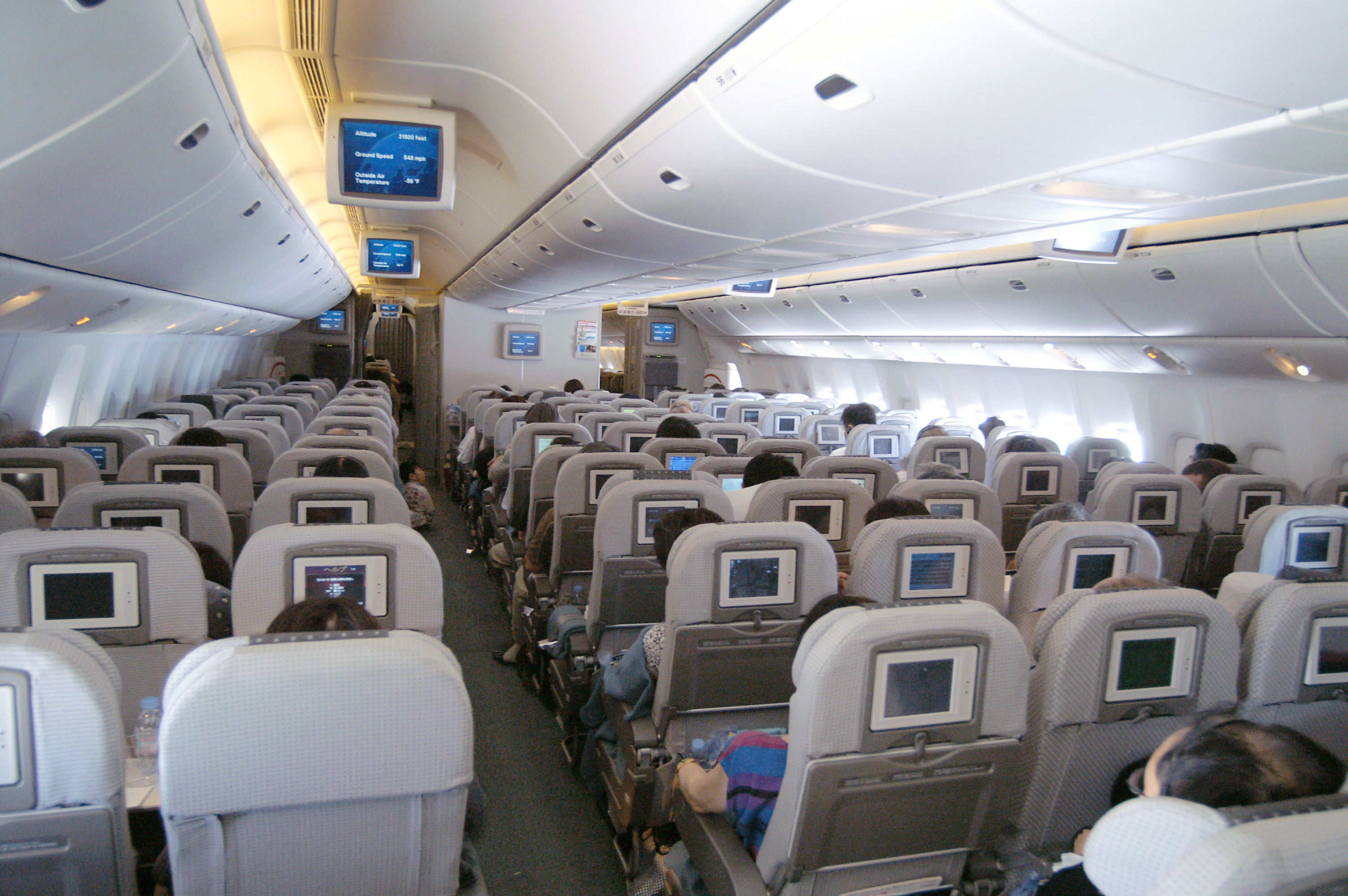
配備MAGIC娛樂系統的波音777-200ER經濟客位
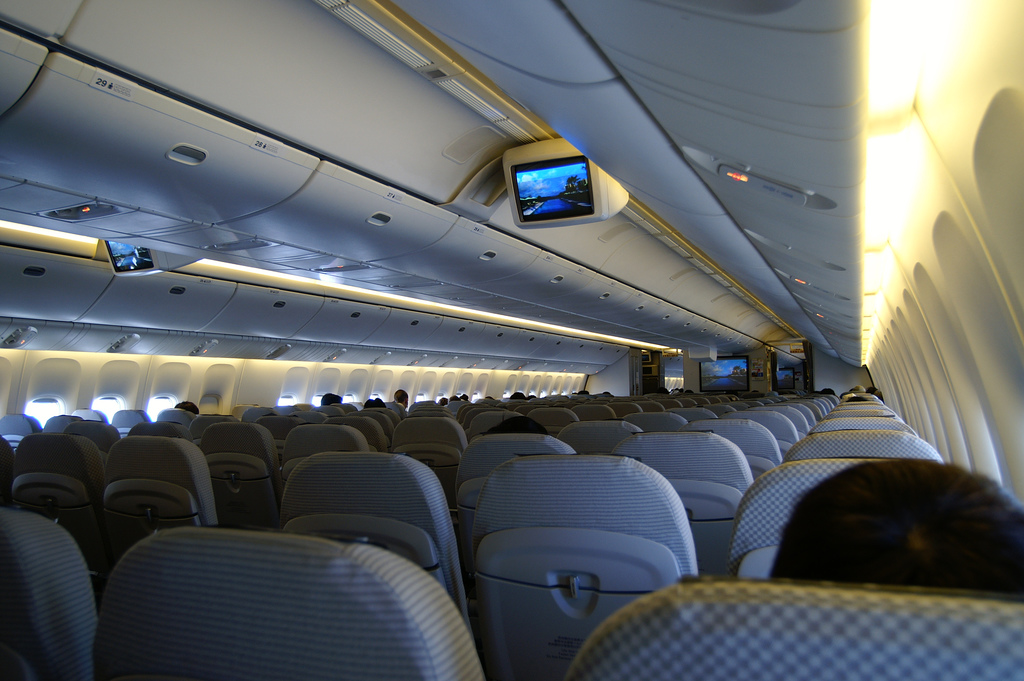
日本國內線的波音777機艙

## 工會
日本航空的工會，由地勤，維修，機師，空中服務員等各職位組成，資方派系有一個，自主派系有五個，合共六個工會。
資方派系的工會為JAL工會，採取勞資協調路線，不主張工業行動，由地勤與空中服務員組成，截至2015年3月31日，該工會有7177名會員，為現時日本航空最大工會。
自主派系有五個，分別為：
- 日本航空工會（日本航空工會與日本航空日本工會合併，日本航空工會前身為日航工會，自1951年起為日航第一個工會）
  - 成員：地勤
  - 成員人數：472人（截至2015年3月31日）
  - 註：當時日本航空工會的小倉寛太郎，為《不沉的太陽》故事中主角恩地元的原型。
- 日本航空機長工會（機長在日本航空體制內被歸類為管理職級）
  - 成員：機組人員
  - 成員人數：458人（截至2015年3月31日）
- 日本航空前任飛行工程師工會（2009年7月日本航空的波音747-300退役後，日航內已沒有需要飛行工程師的飛機）
  - 成員：地勤（前機組人員）
  - 成員人數：20人（截至2015年3月31日）
- 日本航空服務員工會
  - 成員：地勤，機組人員
  - 成員人數：1270人（截至2015年3月31日）
- 日本航空空中服務員工會
  - 成員：空中服務員
  - 成員人數：367人（截至2015年3月31日）

他們各自有自己的立場和主張，但進行勞資談判時，多數會聯合與資方對話，日本航空將這五個工會合稱為「五工會」。

## 事件

### 劫機
- 1970年3月31日，日本航空351號班機一架波音727-100（註冊編號：JA8315）從東京往福岡，被九名日本赤軍成員劫機，四日後全機乘客及機組人員分別於福岡機場及金浦機場被安全釋放，劫匪最後成功流亡北韓平壤[71]。
- 1973年7月23日，日本航空404號班機，一架波音747-246B（註冊編號：JA8109）從阿姆斯特丹經安克雷奇飛往東京，被日本赤軍和解放巴勒斯坦人民阵线成員劫持至班加西，機上人員被釋放後，飛機被炸燬[72]。
- 1977年9月28日，日本航空472號班機，一架道格拉斯DC-8從巴黎經孟買往東京，在中停地孟買起飛後被日本赤軍劫持至孟加拉首都達卡。

### 故障
- 1982年9月17日，日本航空792號班機，一架道格拉斯DC-8（註冊編號：JA8048）從上海虹橋往東京，在虹橋國際機場起飛後9分鐘出現了多個機件發出的警告，機員決定折返虹橋國際機場緊急降落，航機高速降落在36跑道並衝出跑道直到排水渠附近才停下[73]。
- 1991年10月2日，日本航空10號班機（東京-芝加哥）為一架波音747-246B（註冊編號：JA8161），在東京一帶發生進氣管爆裂，機身裂開一個長1米，寬0.7米的洞，飛機放油後返航成田機場，於1992年3月修復[74]。
- 2013年1月7日，日本航空的波音787-8降落后辅助动力系统（APU）电瓶组件故障，客舱内冒出烟雾。
- 2013年1月8日，日本航空一架執飛007號班機的波音787-8（註冊編號：JA824J）在波士頓的愛德華·勞倫斯·洛根將軍國際機場於起飛前班機的左翼部分在跑道上發生大量燃油泄漏的狀況，幸好有其他班機目擊此狀況並即時通報塔台，此事件無人傷亡。
- 2013年1月13日，日本航空的波音787-8在成田國際機場检修时发生漏油。
- 2014年1月14日：日本航空的一架787客機因鋰電池滲出液體而停飛[75]。
- 2014年3月8日：日本航空002號班機一架波音787-8在飛行中途儀發出警報，指右引擎可能漏油，轉降夏威夷檀香山國際機場。
- 2017年9月5日，由东京羽田飞往纽约肯尼迪的日本航空6号班机（波音777-300ER，注册编号：JA743J）在起飞后不久疑似遭遇鸟击，返航羽田机场[76]。

### 空難
- 1952年，日本航空一架租自西北航空的Martin 2-0-2（英语：Martin 2-0-2）（註冊編號：N93043）從東京往福岡，在三原山墜毀，機上37人全部罹難[77]。
- 1968年11月22日，日本航空2號班機，一架道格拉斯DC-8（註冊編號：JA8032）從東京往舊金山（三藩市），在大霧及其他因素影響下，航機錯誤降落在距離跑道2.5英里（4.0）舊金山灣水面上，無人受傷[78]。
- 1972年6月14日，日本航空471號班機：一架道格拉斯DC-8（註冊編號：JA8012）從曼谷往德里，在亞穆納河邊墜毀，機上87人中之82人罹難，包括10名機組人員及72名乘客[79]。
- 1972年11月28日，日本航空446號班機，一架道格拉斯DC-8（註冊編號：JA8040）從哥本哈根經莫斯科往東京，在謝列梅捷沃國際機場起飛時失速墜毀，機上76人中62人遇難。[80]。
- 1975年12月16日，日本航空422號班機为一架波音747-246B（注册编号：JA8122）从巴黎经倫敦、安克拉治飞往東京，在泰德·史蒂文斯安克雷奇國際機場因滑行道結冰而滑出滑行道並撞上路堤，造成機身損壞，2人重傷，9人輕傷。
- 1977年1月13日，日本航空1054號班機為一架道格拉斯DC-8貨機（註冊編號：JA8054）從安克拉治往東京，在安克拉治起飛不久後墜毀，機上5人及56頭牛全部罹難，事後發現機長體內酒精含量超標[81][82]。
- 1977年9月27日，日本航空715號班機為一架道格拉斯DC-8（註冊編號：JA8051）從香港往吉隆坡，準備降落吉隆坡梳邦國際機場時撞山墜毀，機上79人中之34人罹難，包括8名機員及26名乘客[83]。
- 1978年6月2日，日本航空115号班机為一架波音747-146SR（註冊编号：JA8119），执行从羽田飞往大阪國際機場（伊丹機場）的JAL115航班，在大阪国际机场着陆时角度过大导致机体尾部触地（這起事故被認為是導致日本航空123號班機空難的原因）[84]。
- 1982年2月9日，日本航空350號班機，一架道格拉斯DC-8（註冊編號：JA8061）由福岡飛往東京，機長蓄意將飛機撞毀，24人遇難。

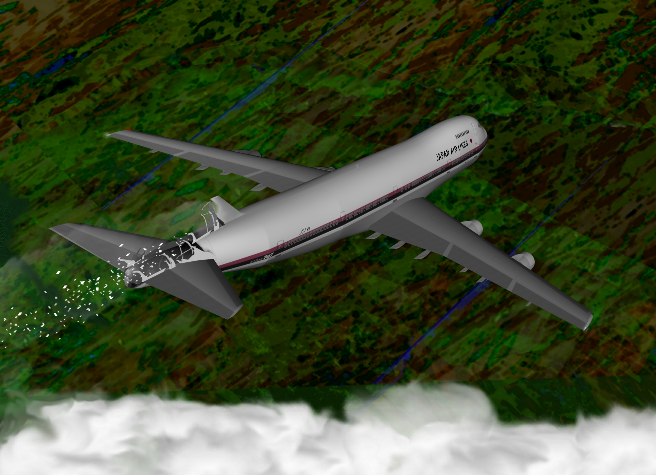
日本航空123號班機意想圖

- 1985年8月12日，日本航空123號班機，一架波音747-100SR（註冊編號：JA8119）從東京往大阪，在羽田機場起飛不久後因对后端壁破损的不当修理导致垂直尾翼脱落以及液压油泄露，導致全機無法有效控制，航機於折返東京途中在群馬縣高天原山墜毀，機上524人中之520人罹難，是航空史上單一客機傷亡最慘重的事故[85]。
- 1991年7月21日，日本航空009號班機為一架載有278人從芝加哥飛往東京的波音747-246B（註冊編號：JA8162），在芝加哥歐海爾（奧黑爾）機場西北約600公里的31000英呎高度（FL310）遭遇湍流，導致1名空中乘務員受傷。[86]
- 1997年6月8日，日本航空706號班機為一架麥道MD-11（註冊編號：JA8580），由香港飛往名古屋，在志摩半島上空因機師失誤而急速下降，造成15人受傷，其中一人於事發20個月後傷重不治。[87]
- 2024年1月2日，日本航空516號班機，一架空中巴士A350-941XWB（註冊編號：JA13XJ）於東京國際機場（羽田機場）與海上保安廳的Dash-8-315Q航機發生擦撞，並造成JAL516航機落地後整機起火燃燒，JAL516機上人員共379人全數撤離[88]，海上保安廳机上人员5人确认死亡，机长重伤[89][90][91]

### 違規
- 1982年8月19日，从羽田机场飞往千岁机场的波音747-146SR（註冊编号：JA8119）。降落时由于视野不良导致飞行员判断错误，使機體从跑道右侧滑出並讓四號引擎触地，因而重飛。在视野不良的情况下，机长仍然允许副机长操作着陆，这是违反当时日航规定的。
- 2001年1月31日，從東京往沖繩的日本航空907號班機（机型：波音747-400D，注册号：JA8904）与從釜山往東京的日本航空958號班機（机型：麦道DC-10，注册号：JA8546），在駿河灣上空發生空中接近事件，兩機在最後一刻作出迴避動作，避免了相撞，但事故造成907號班機上100人受傷，958號班機上無人受傷。2001年日本航空航機空中接近事故意想圖

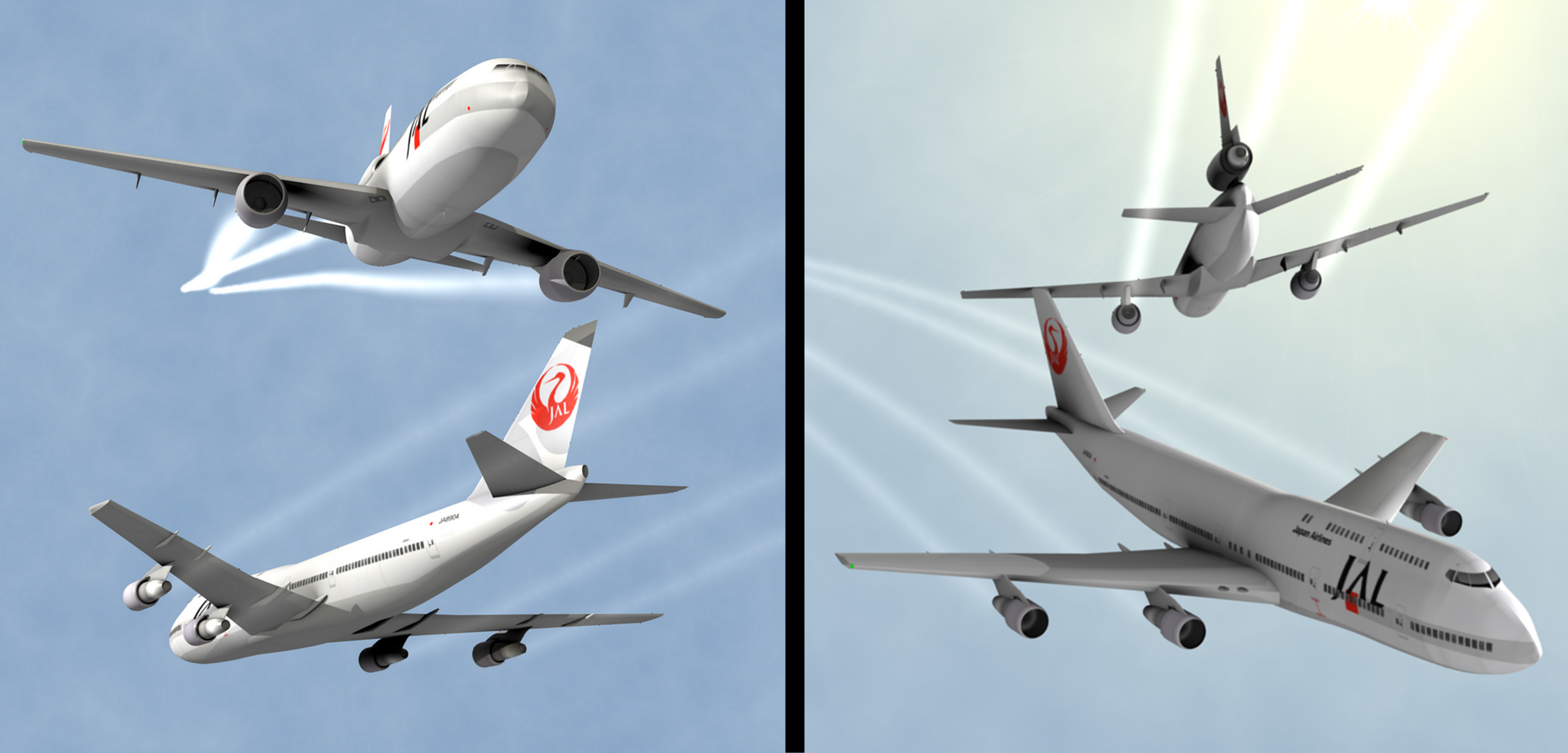
2001年日本航空航機空中接近事故意想圖

- 2018年11月1日，日本航空公司一名副机长在起飞前因酒精浓度超标，遭英国警方扣留，[92]无法登机。这是一周内日本航空公司发生的第二起机长因酒精浓度超标而影响航班的违规行为，日航高管全體出面道歉。1977年日本航空1054號班機空難事後也發現機長酒精超標。[93]
- 2018年11月13日，日本航空公司一架B787-9飞机在中国上海浦东国际机场侵入34L跑道，导致原本使用该跑道的达美航空DL582航班被迫中断起飞[94]。

### 其他
- 1975年2月3日，日航一架由东京经安克雷奇、哥本哈根飞往巴黎的包机上发生集体食物中毒事件，197人食用受到金黃色葡萄球菌污染的早餐后中毒，其中144人更在抵达哥本哈根后被送院治疗。[95]事后，在安克雷奇主管日航配餐的负责人桑原研治自杀身亡[96]。
- 1986年11月17日，日本航空1628号班机，一架波音747貨機從巴黎飛往東京成田機場[97][98]途中，机组人员声称在阿拉斯加上空目击到了两个不明飞行物体。它们都有两个矩形阵列的喷嘴/推进器。当不明飞行物靠近飞机时，机组人员感受到来自喷嘴/推进器的热量。他们要求阿拉斯加安克雷奇的空中交通管制员派出其他近距离航班来目击不明飞行物。然而，联合航空的一架航班接近现场，但机组人员没有报告附近有任何情况。这一不寻常的景象持续了不到一个小时，最终在麦金利峰附近消失。

## 外部連結
- 日本航空（页面存档备份，存于）（日語）
- 日航全球（页面存档备份，存于）（繁體中文）（简体中文）（英文）（日語）（泰文）（德文）（葡萄牙文）（西班牙文）（俄文）（法文）（意大利文）
- 日本航空的Facebook專頁（日語）
- 日本航空在台灣的Facebook專頁（繁體中文）